# Серия почтовых марок

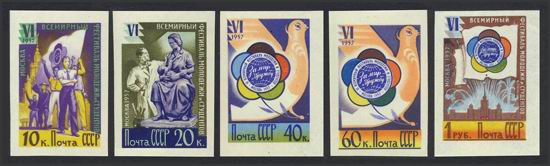
Серия беззубцовых почтовых марок СССР (1957), посвящённых VI Всемирному фестивалю молодёжи и студентов в Москве

Се́рия почто́вых ма́рок — полный ряд почтовых марок и, возможно, блоков, объединённых назначением, поводом, событием, темой или целью.
Серии почтовых марок имеет четыре независимые характеристики, по которым они классифицируются. Вот характерные представители этих четырёх характеристик:
- перманентная серия;
- многолетняя серия;
- омнибусная серия (в том числе совместный выпуск);
- наследственная серия.

Серии почтовых марок определяются в основном с помощью каталогов почтовых марок. Многолетние серии могут быть важной составной частью структуры этих каталогов. Но с определением серии почтовых марок могут возникнуть проблемы, одна из причин которых состоит в том, что в разных каталогах почтовых марок одна и та же серия может быть определена по-разному.

## Описание серии почтовых марок

### Простейшее описание серии в каталоге
При простейшем описании серии в каталоге, когда после заголовка просто последовательно перечислены марки серии, эти марки расположены:
- обычно в порядке возрастания номиналов[5][6];

- при одинаковых номиналах — в хронологическом порядке их выпуска в обращение;

- при одинаковых номиналах и датах выпуска — по тематическому принципу или случайным образом;

- в любом другом порядке, например, в порядке увеличения размера марки[7];

- при одинаковых размерах — в хронологическом порядке их выпуска в обращение;

- при одинаковых размерах и датах выпуска — по тематическому принципу или случайным образом.

### Количество марок и блоков в серии
Серия почтовых марок — это специфический набор почтовых марок и, возможно, блоков, объединённых одним поводом. Серия не может состоять из одной марки или одного блока. Количество марок и почтовых блоков в серии, посчитанных вместе, широко варьируется от двух до свыше ста.
Особый интерес представляют отдельные крупные серии, выпуск которых осуществляется на протяжении нескольких лет. Таких серий не так много. Ещё более редки очень большие многолетние серии, которые носят специальное название перманентных.
Самая большая перманентная серия почтовых марок в мире — это серия стандартных марок «Гербы» Венесуэлы из 384 марок. Сведения об этой серии в «Международной энциклопедии почтовых марок» на английском языке следующие.

The longest definitive series ever produced was released in Venezuela between 1951 and 1954. It consisted of 13 ordinary stamps, ranging in value from 5c to 5b, and 17 air stamps, from 5c to 10b. Each showed the coat of arms of one of Venezuela's 23 provinces as well as the national arms. The denominations issued for each province varied, and no complete series of 30 stamps appeared for any one province. This series was printed in photogravure by Courvoisier.
— International Encyclopedia of Stamps, p. 1935
Перевод на русский язык.

Самая длинная серия стандартных марок, когда-либо выпущенная, выходила в Венесуэле с 1951 по 1954 год. Она состояла из 13 обычных марок номиналом от 5с до 5б и 17 авиапочтовых марок номиналом от 5с до 10б. На каждой был изображен герб одной из 23 провинций Венесуэлы, а также национальный герб. Номиналы, выпущенные для каждой провинции, различались, и ни для одной провинции не появилось полной серии из 30 марок. Эта серия была напечатана Курвуазье с использованием фотогравюры.
— Международная энциклопедии почтовых марок, с. 1935
Согласно статистическому разделу «Количество номиналов в многолетних сериях», самая большая перманентная серия СССР — это «Русская и советская живопись (серия марок)» (1971—1987), которая содержит 111 марок и блоков.

Самые большие перманентные серии
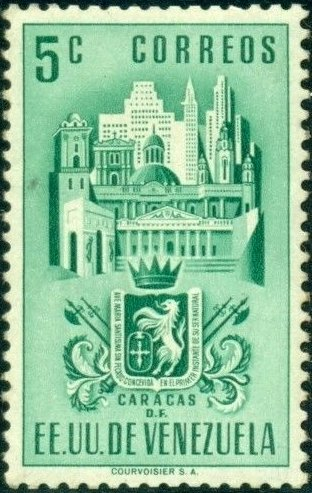
Герб Каракаса и здания. Первая марка серии «Гербы». Венесуэла (1951-1954)
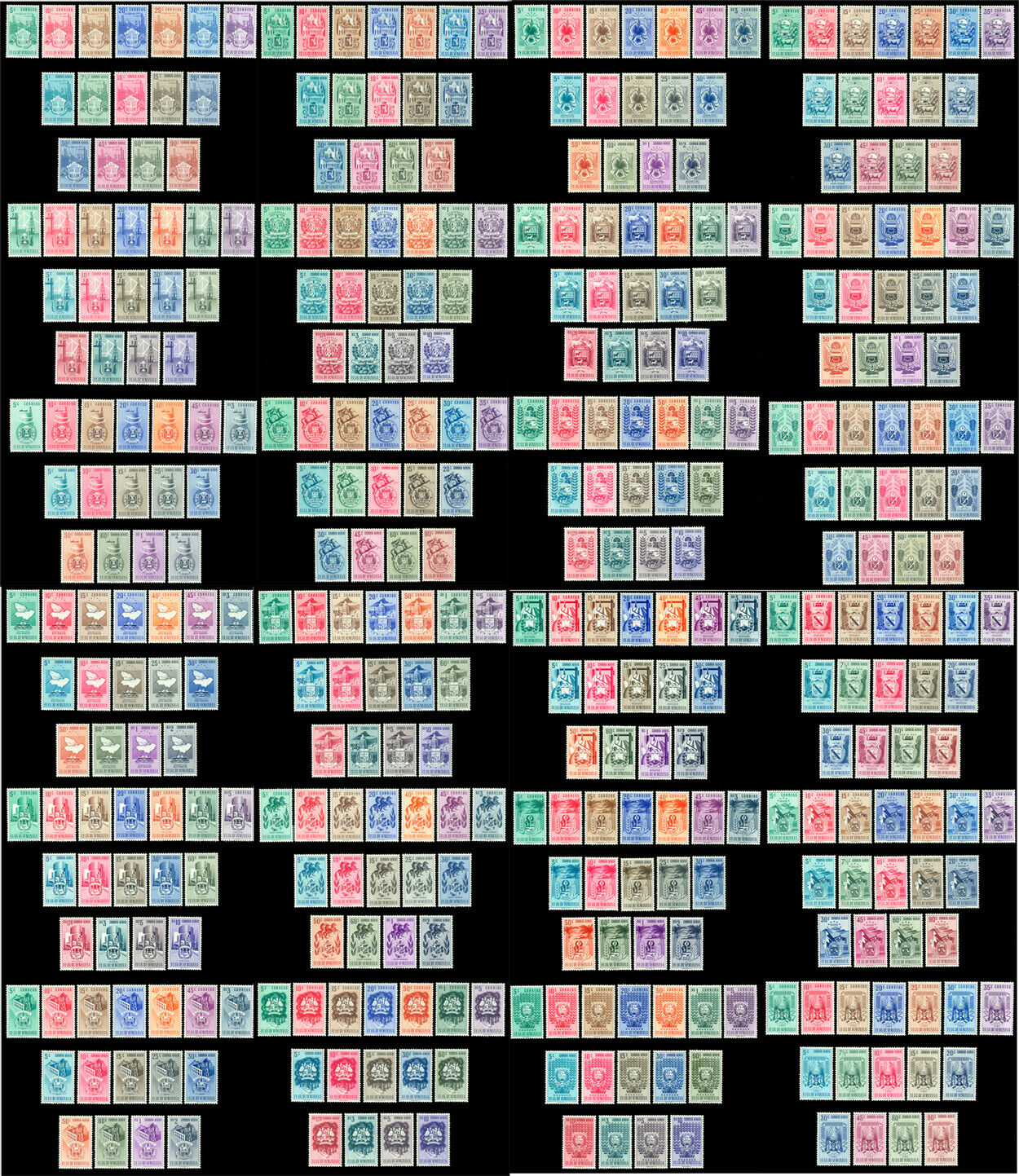
Все 384 марки серии «Гербы». Венесуэла (1951-1954)
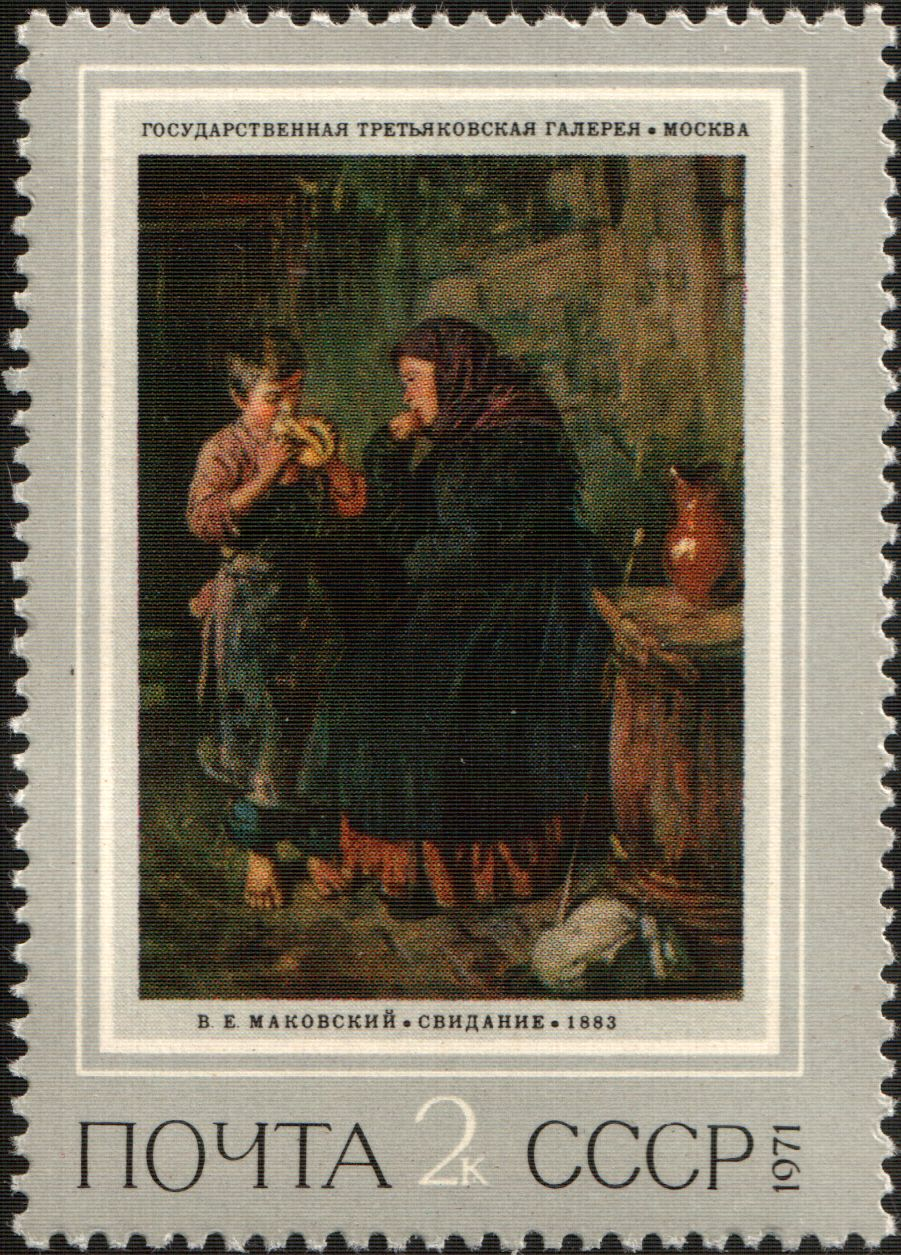
В. Е. Маковский. «Свидание». Первая марка серии Русская и советская живопись (1971)

### Схожесть рисунков марок серии
Рисунки марок, составляющих серию, могут быть одинаковыми, отличаясь лишь по цвету и номиналу. Например, марки СССР «К 200-летию Академии наук СССР» 1925 года или «50-летие со дня смерти Н. Г. Чернышевского» 1939 года.

Серия СССР «К 200-летию Академии наук СССР»
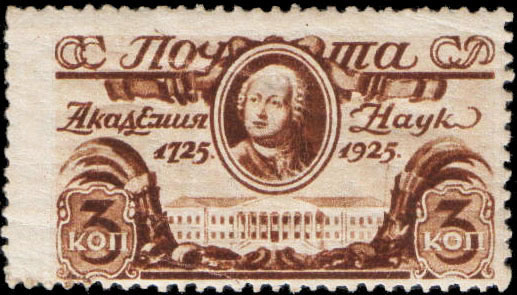
М. В. Ломоносов (1925)
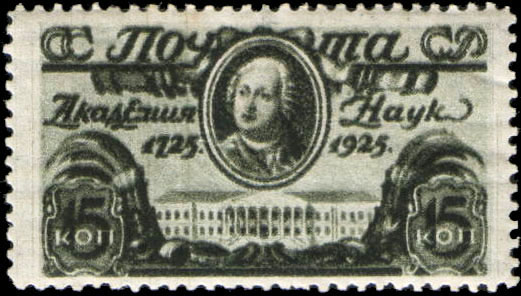
М. В. Ломоносов (1925)

Серия СССР «50-летие со дня смерти Н. Г. Чернышевского»
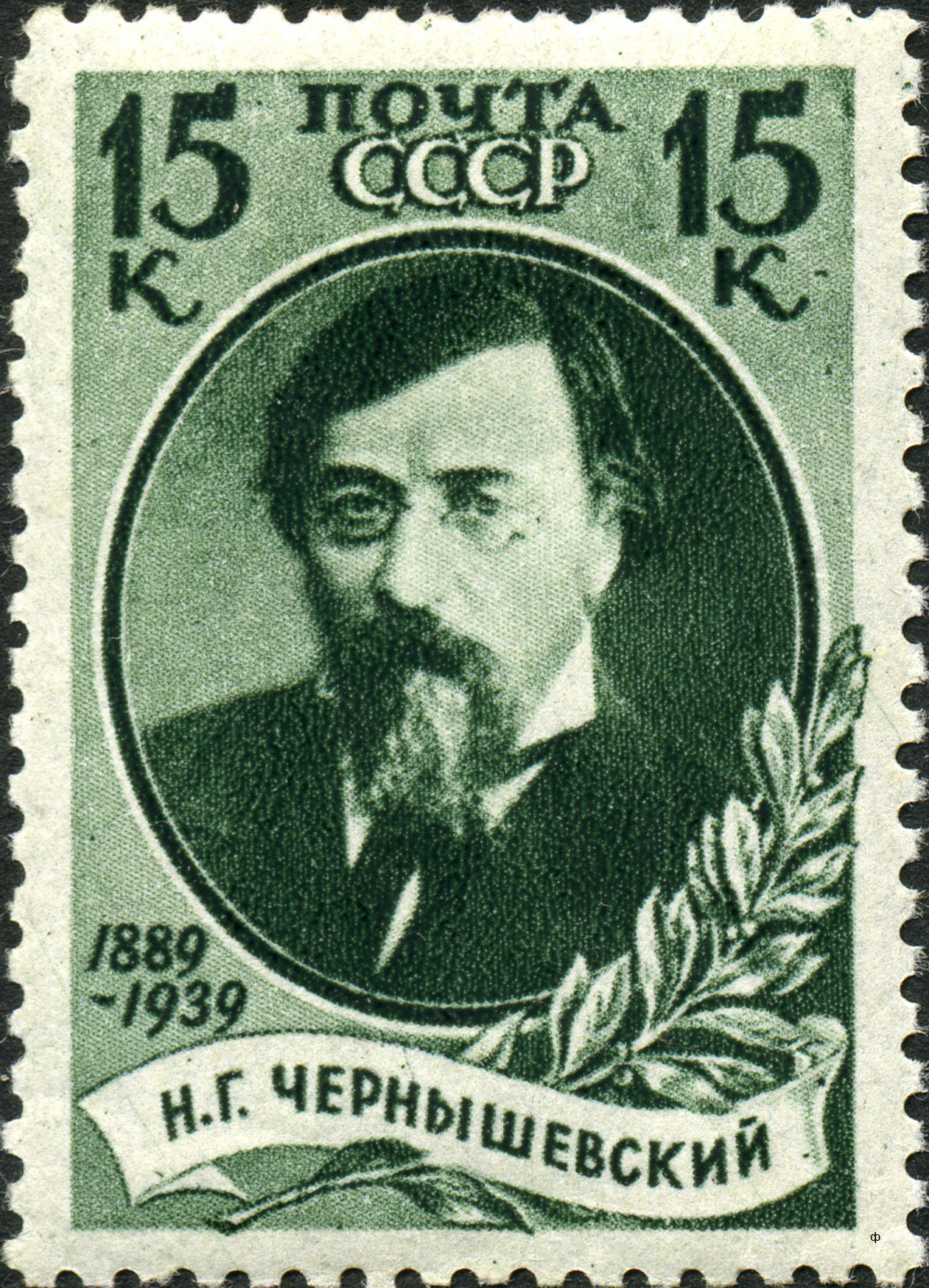
Н. Г. Чернышевский (1939)
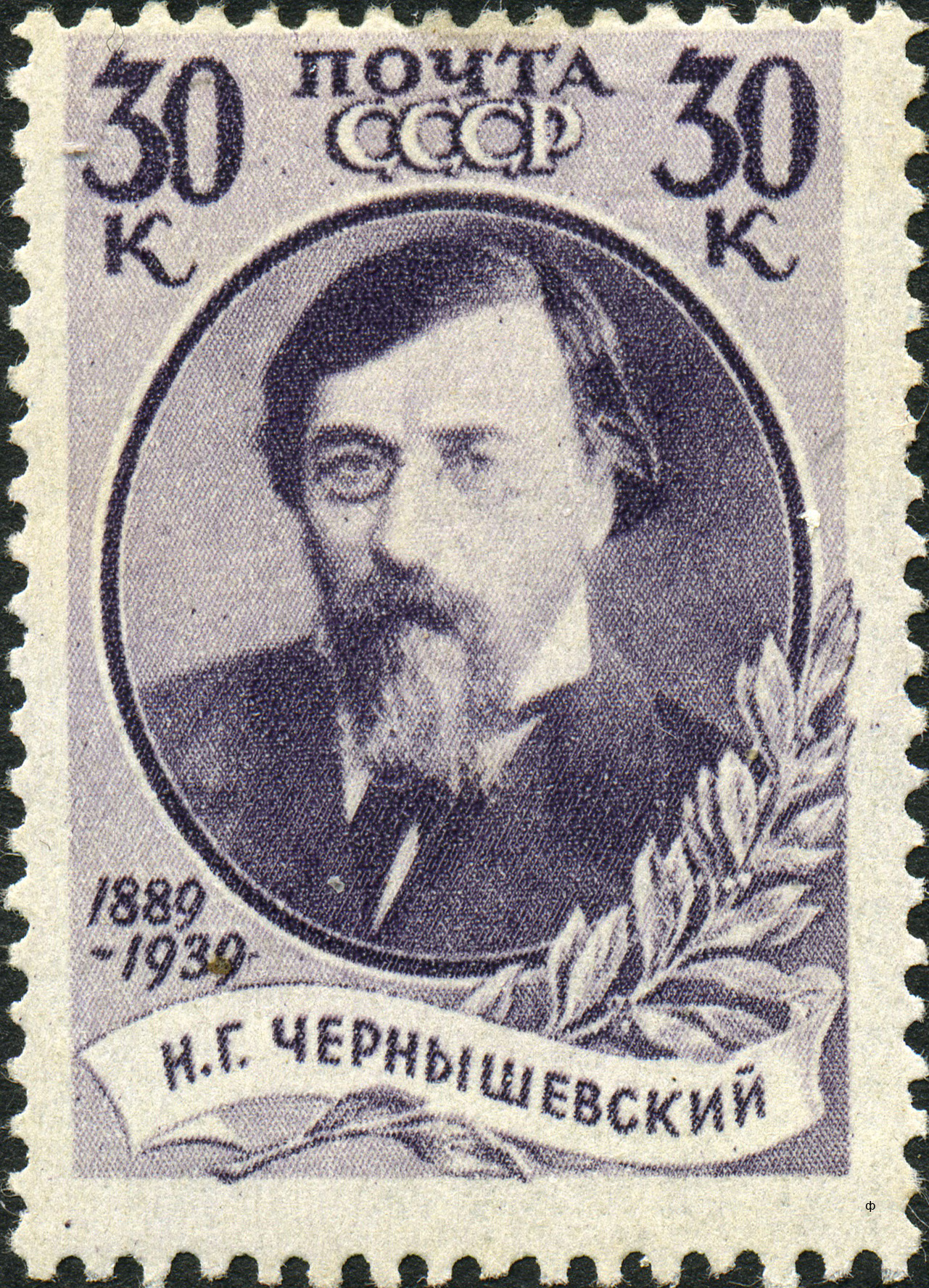
Н. Г. Чернышевский (1939)
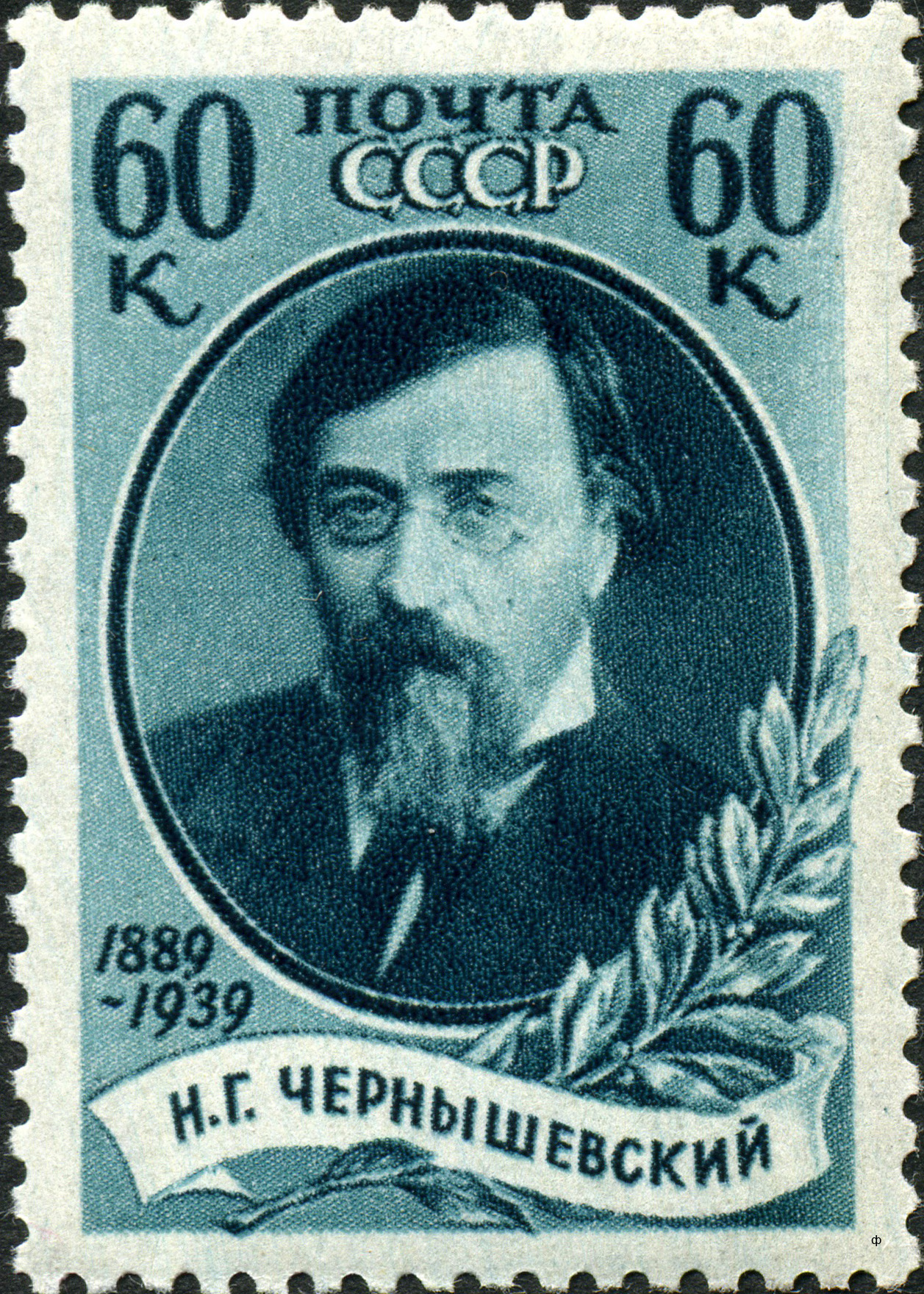
Н. Г. Чернышевский (1939)

Но гораздо чаще каждая марка которых имеет свой рисунок, свою расцветку и номинал (к примеру, серия СССР «Всесоюзная сельскохозяйственная выставка в Москве» 1940 года). В этом случае, как правило, наблюдается  большая схожесть рисунков (например, серия «Фауна СССР»), хотя бывают и самые разнообразные отклонения (например, серия Автономные советские социалистические республики 1).
Как правило, все или почти все марки серии даже с разным рисунком имеют серийные признаки оформления, или паспорт серии, который состоит из описаний:
- содержания, тематики серии марок;
- формата марки, её геометрической формы;
- особенностей содержательного рисунка марок;
- оформления рисунка марок: рамок, виньеток и так далее;
- особенностей рисунка номинала на марках;
- других надписей на марках.

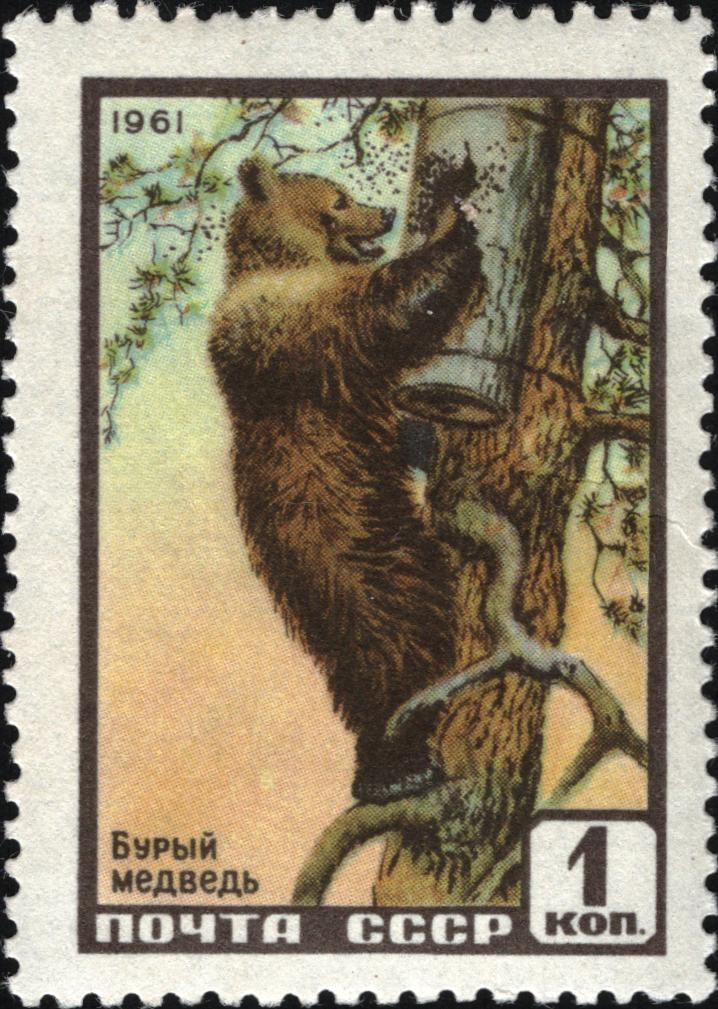
Одна из марок серии «Фауна СССР», 1961

Например, у многолетней серии «Фауна СССР» оформление всех марок подпадают под паспорт серии:
- содержание серии — дикие животные и охрана природы;
- марка прямоугольная среднего формата. Вертикальная марка имеет размер 30×42 мм с рисунком 25×37 мм, горизонтальная полностью сохраняет форму: размер 42×30 мм с рисунком 37×25 мм;
- рисунок марок многоцветный. Изображено животное в естественной среде обитания;
- имеется широкая одноцветная простая рамка по контуру рисунка;
- номинал напечатан внутри рамки в белом квадрате в одном из нижних углов рисунка;
- внутри нижней стороны рамки сделана надпись «ПОЧТА СССР», внутри верхней может быть напечатан призыв к охране природы. Название животного напечатано внутри рамки, то есть на центре рисунка. Там же может быть напечатан год выпуска марки.

### Продолжительность выпуска серии
Марки одной серии могут иметь одну дату выпуска (чаще памятные марки) и разные даты (чаще стандартные марки) вплоть до разных лет. В случае стандартных марок при изменении почтовых тарифов серия может быть дополнена эмиссией новых номиналов.
Знаки почтовой оплаты с ясными серийными признаками оформления объединяют в единые серии независимо от года выпуска. Серия почтовых марок, формально по датам выпущенная в течение одного года, называется однолетней, а в течение двух или более лет — многолетней. Насчитывается 124 многолетние серии коммеморативных марок СССР.

Однолетняя серия из двух марок «30-летие изобретения радио А. С. Поповым». Первые в мире марки с текстом на эсперанто
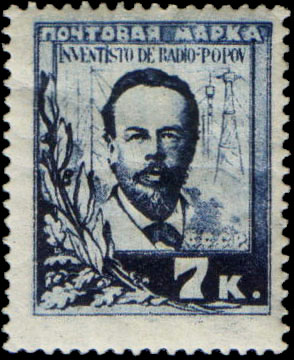
А. С. Попов (1925)
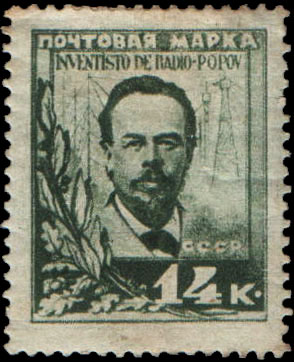
А. С. Попов (1925)

Многолетняя серия из двух марок «Народные артистки республики»
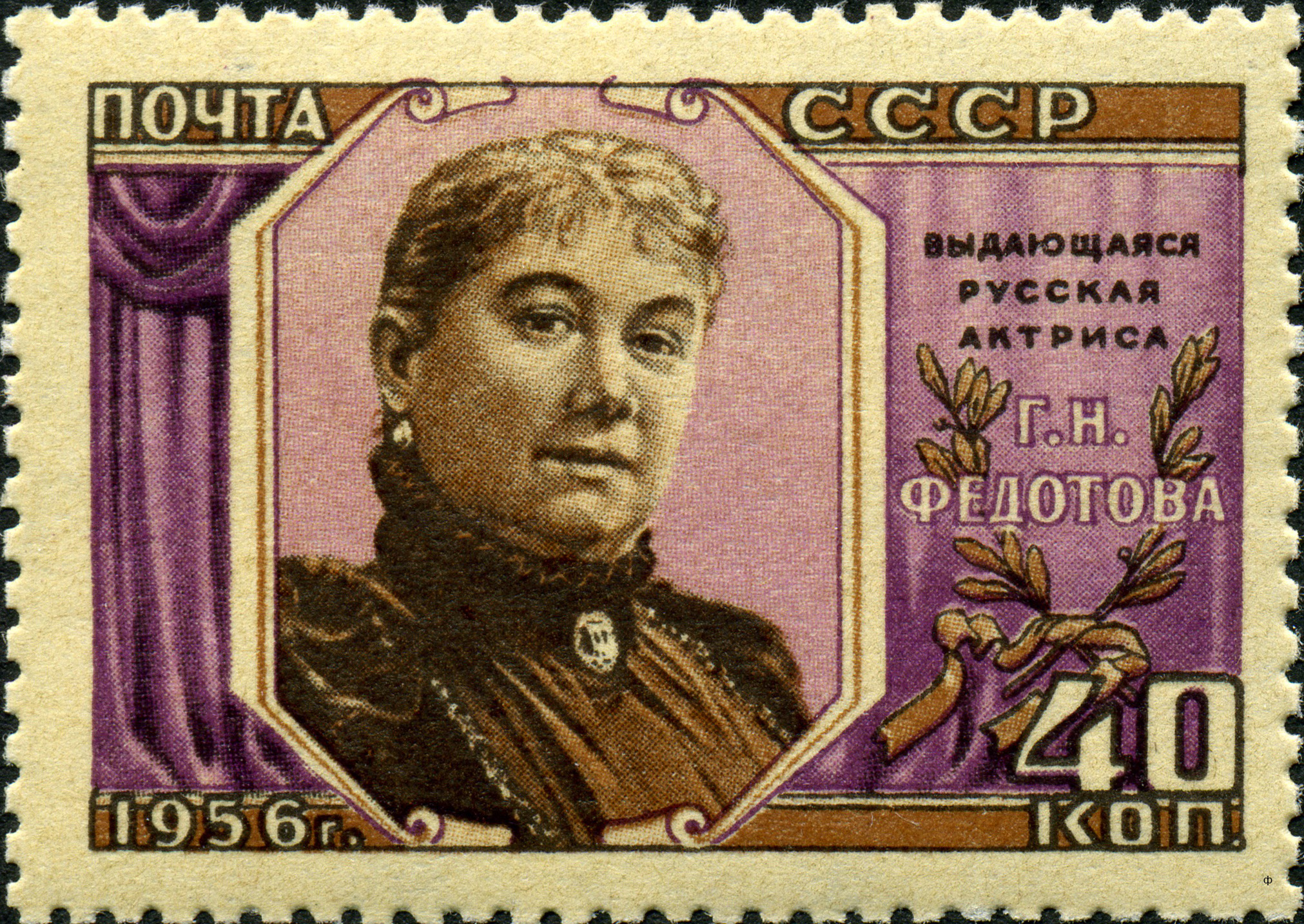
Г. Н. Федотова (1956)
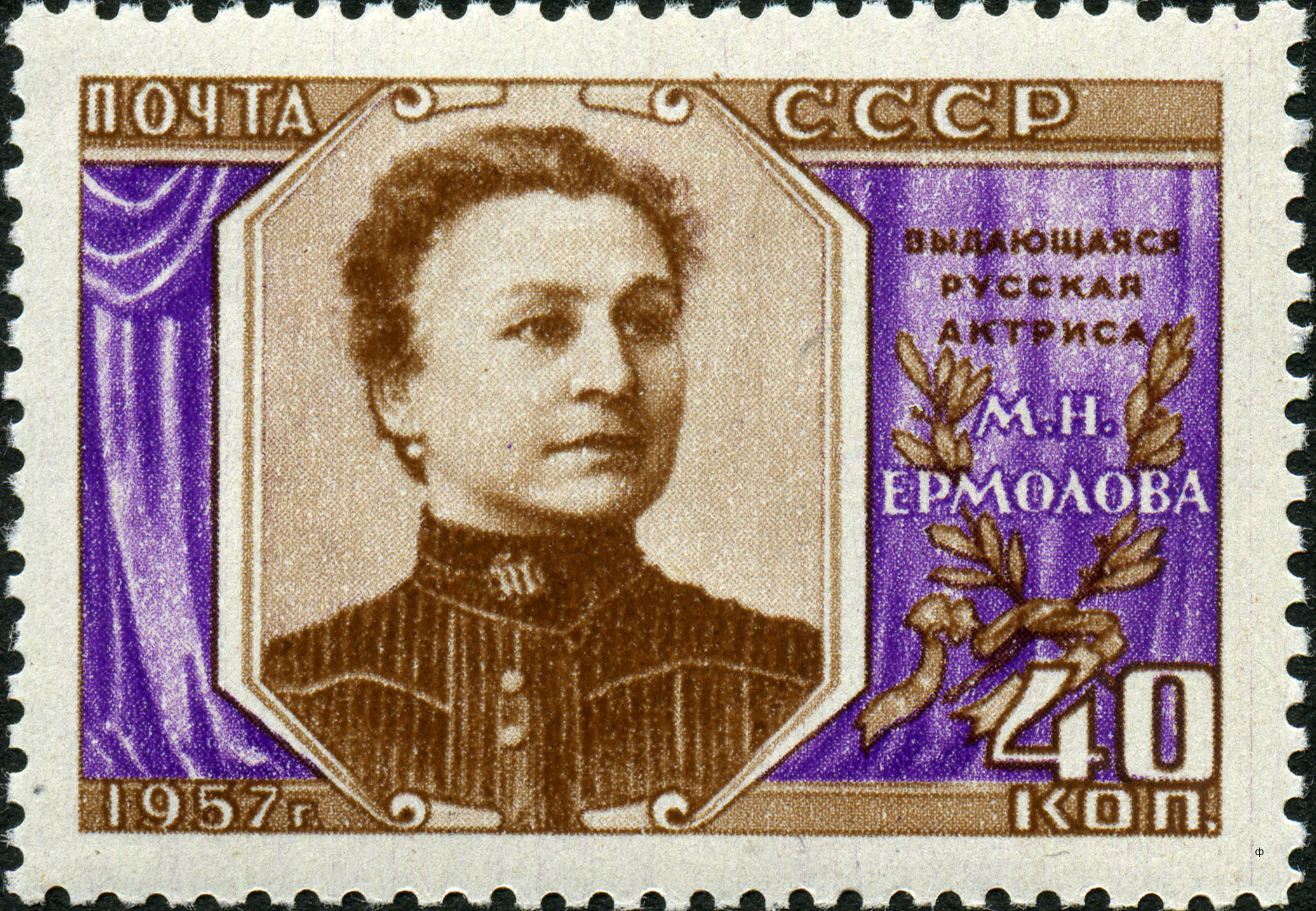
М. Н. Ермолова (1957)

### Международные серии почтовых марок
Обычные серии почтовых марок выпускаются в одной стране. Но существуют также и международные серии, которые могут объединять вместе не только серии отдельных стран, но и одиночные марки. Это объединение может осуществляться двумя способами:
1) примерно в одно и то же время (омнибусная серия);
2) совершенно в разные периоды (наследственная серия).

#### Омнибусная серия почтовых марок
Омнибусная, или идентичная, серия — несколько специальных выпусков почтовых марок, в какой-то степени одновременно вышедших в обращение по одному и тому же поводу в разных странах. Марки омнибусной серии могут иметь, а могут и не иметь схожего рисунка.
- Марки омнибусной серии имеют схожий рисунок. Такие марки обычно выпускаются по предварительной договорённости стран с одной и той же датой. В частности, к таким относятся марки колониального типа, почтовые марки «Европа» и совместные выпуски. Пример: совместный советско-американский выпуск «Совместный экспериментальный полёт советского космического корабля „Союз-19“ и американского — „Аполлон“» от 15 июля 1975 года, состоящий из двух советских марок и двух американских марок[15].
- Марки омнибусной серии не имеют схожего рисунка. Такие марки обычно выпускаются без какой-либо предварительной договорённости стран и с немного разными датами. Например, омнибусная серия «Первый полёт человека в космос» или «Олимпийские игры 1964» с выпусками марок в 130 странах[13].

Две марки из совместного выпуска «Совместный экспериментальный полёт советского космического корабля „Союз-19“ и американского — „Аполлон“»
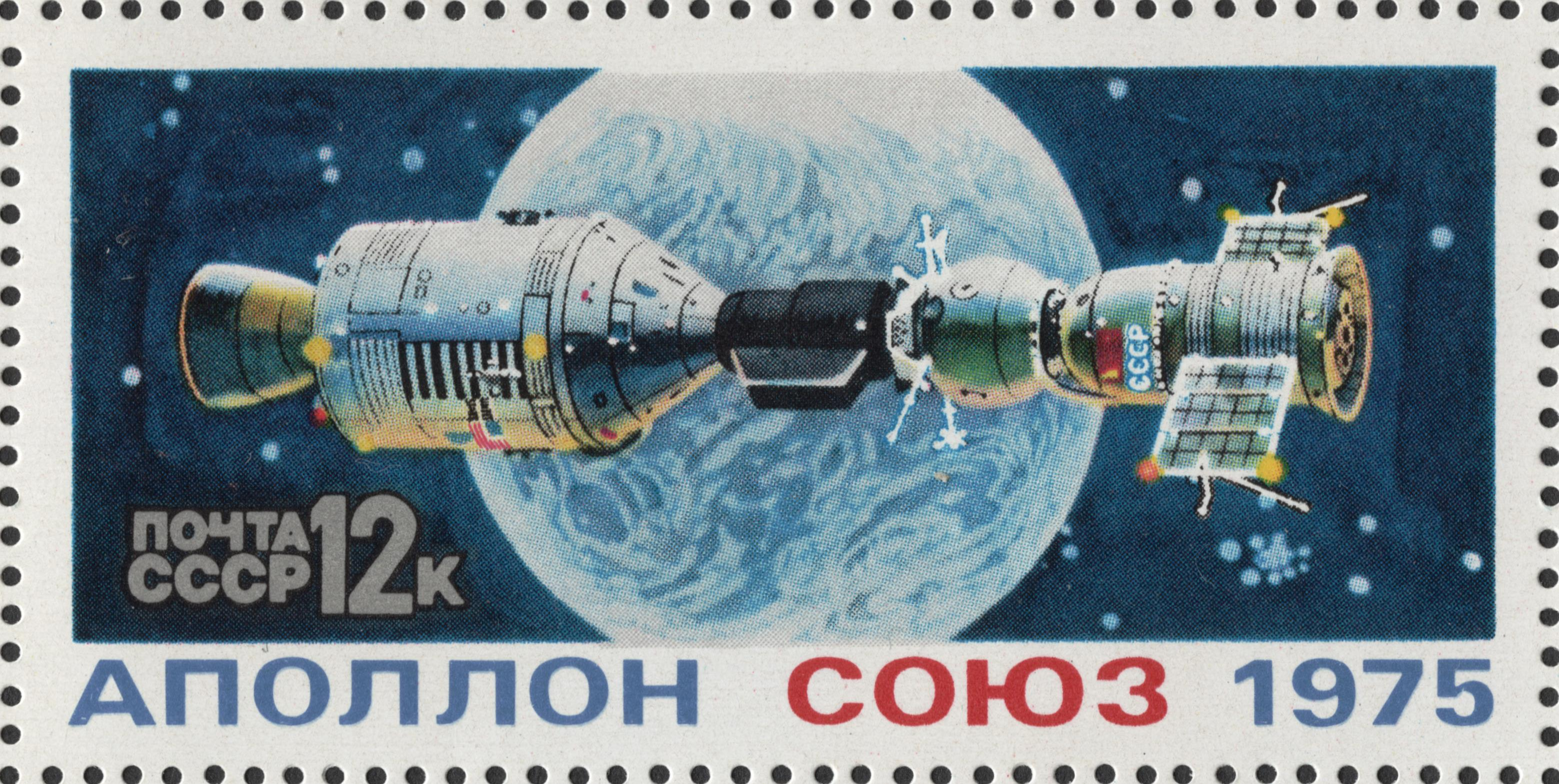
После стыковки
 (ЦФА [АО «Марка»] № 4476)
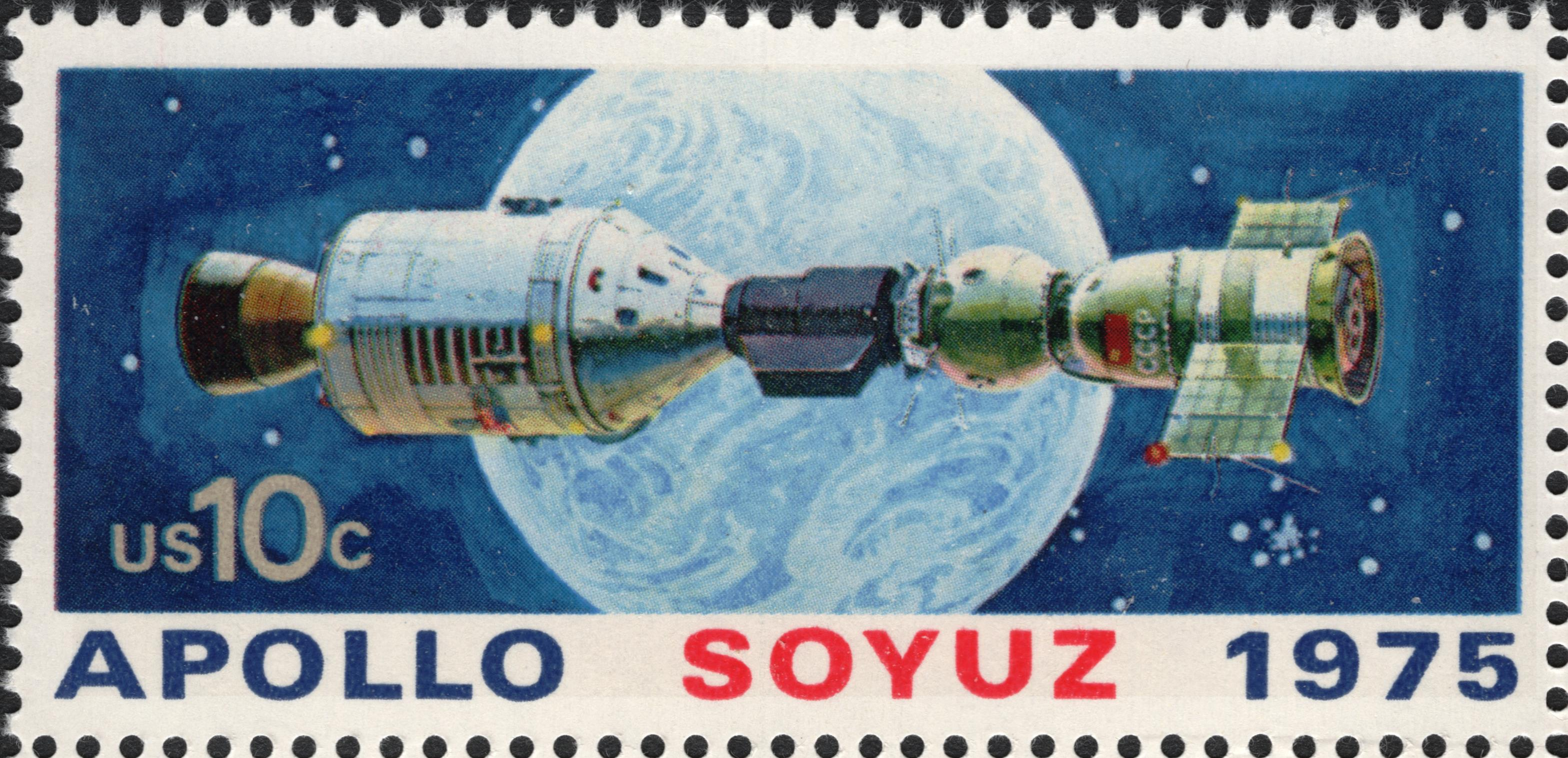
После стыковки
 (Sc #1569)

#### Наследственная серия почтовых марок
Наследственная серия — серия, выпуск почтовых марок которой начат в одной стране, а продолжен в другой. Чаще продолжение следует в стране-правопреемнике. Например, серия «Утки» была начата в СССР и продолжена в Российской Федерации.
Ветвящаяся наследственная серия — серия, выпуск почтовых марок которой начат в одной стране, а продолжен в двух или более странах. Например, серия «Музыкальные инструменты народов СССР» была начата в СССР в 1989 году, но не успела завершиться для четырёх союзных республик и была продолжена в Таджикистане и Туркменистане (но не в Армении и в Эстонии)

Наследственная серия «Утки»
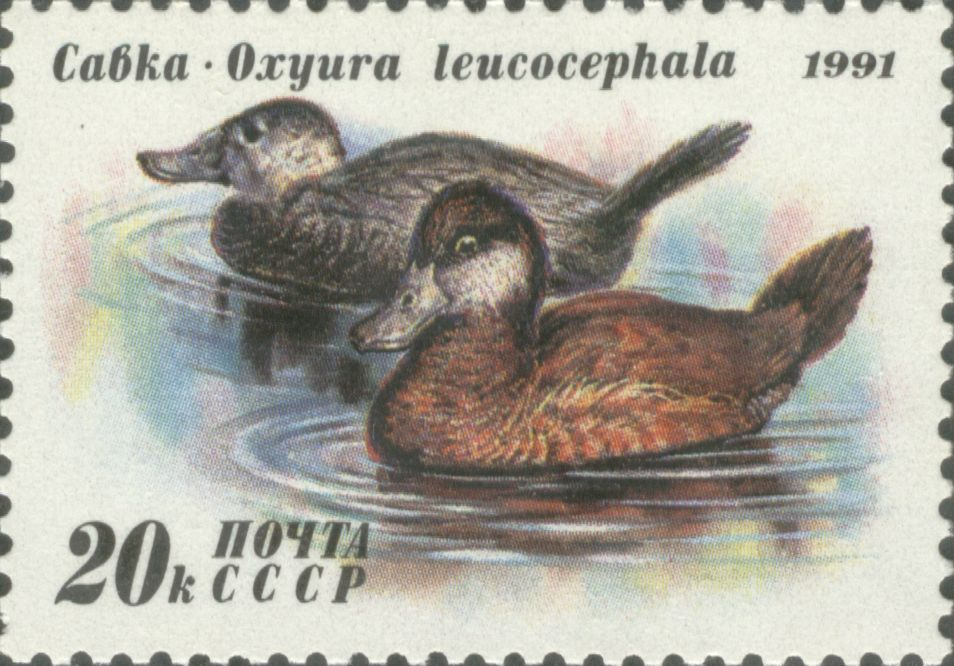
Савка. Последняя марка серии СССР (1991)
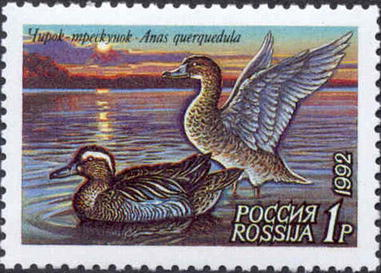
Чирок-трескунок. Первая марка серии России (1992)

Ветвящаяся  наследственная серия «Музыкальные инструменты народов СССР»
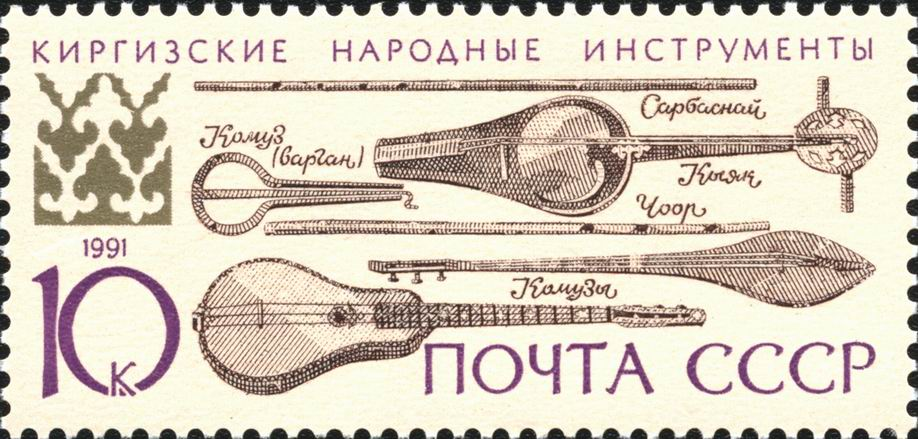
Киргизские музыкальные инструменты. Последняя марка серии СССР (1991)
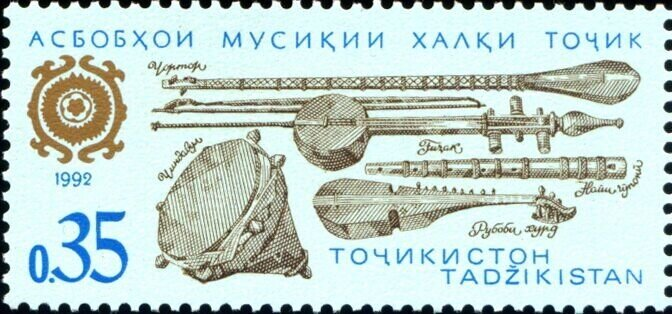
Таджикские музыкальные инструменты. Марка Таджикистана (1992)
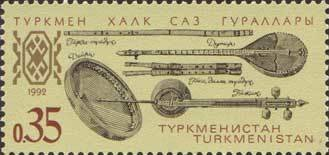
Туркменские музыкальные инструменты. Марка Туркменистана (1992)

## Формирование серий с разными датами выпуска
С сериями, все марки которой выпущены одновременно, проблем с определением серии не возникает. Когда марки серии выпускаются в разное время, возникают проблемы определения таких серий. Тот факт, что серия марок была выпущена в разное время, то есть с разными датами выпуска, отмечается в каталогах марок. Для этого описание таких серий формируется в каталоге специальным образом. Этот процесс имеет три особенности:
- не все каталоги почтовых марок содержат достаточно полные материалы о сериях с разными датами выпуска, исчерпывающую информацию по этому вопросу не имеет ни один каталог;
- состав серий в разных каталогах может отличаться. В таком случае имеет смысл считать полной серией с разными датами выпуска такой минимальный набор марок, который удовлетворяет всем каталогам (то есть объединение составов серий из всех каталогов);
- в разных каталогах даты выпуска почтовых марок и блоков могут отличаться, и серии могут иметь различную длительность в годах.

Эта проблема определения серий была поднята в следующем кратком справочнике:
- Kar[10]. Карачун Д., Карлинский В. Почтовые марки СССР (1918—1968). Краткий справочник / Отв. ред. Е. Б. Соркин. М.: Изд-во «Связь», 1969. 288 с., 379 илл. Лучше всего дело объяснит цитата из этого источника.

Объединение в серии. знаки почтовой оплаты, имеющие ясные серийные признаки оформления, объединены в Справочнике в единые серии независимо от года выпуска отдельных марок и блоков.
<…>
Вместе с тем, в Справочнике исправлен ряд прежних неточностей, связанных с объединением в одну серию марок, в действительно издававшихся не серийно, а раздельно.

### Как не могут формироваться серии с разными датами выпуска
1. Просто одинаковых названий выпусков и больше ничего недостаточно для того, чтобы эти выпуски считались принадлежащими одной серии. Должен быть еще либо какой-то текст, связывающий эти выпуски, либо выпуски должны быть одного года. Дело в том, что одинаковые названия выпусков и серии с разными датами выпусков являются независимыми понятиями, а именно:
- с одной стороны, бывают выпуски с одинаковыми названиями, заведомо не входящие в одну серию, например, это такие выпуски, как «День космонавтики», «Неделя письма», «Курорты СССР»;
- с другой стороны, в одну серию могут объединены выпуски с разными названиями, например, «Ордена СССР», «Ордена и медали СССР», «Ордена и медали СССР. 1-й послевоенный выпуск», «Медали СССР. 2-й послевоенный выпуск».

2. Так называемые повторные выпуски не могут учитываться, так как относятся к категории «в ущерб коллекционерам».
3. Просто ссылка на этот же номинал с надпечаткой не может формировать серию, если надпечатка существенно другой тематики. С другой стороны, если на номинал с надпечаткой нет ссылки (из более раннего выпуска), то такой номинал также не входит в серию, даже если его тематика подходит.
4. Очень редко некоторые каталоги, видимо по недосмотру, включают в серию одну марку, которая не подходит по тематике. Такие марки в серию не входят.

### Способы формирования в каталогах серий с разными датами выпуска
В каталогах серии марок с разными датами выпуска формируются по-разному даже в пределах одного каталога. Имеется три основных способа формирования в каталогах серий с разными датами выпуска.
1. Локальный. Все марки серии располагаются в каталоге в одном месте, подряд, одним списком. Это обычный, но не обязательный, способ для серий, имеющих только две даты выпуска. Некоторые каталоги стараются избегать этого способа и использовать только способ 2. Наоборот, так могут формироваться и серии с более чем двумя датами выпуска в некоторых каталогах. Этот способ может быть неудобен для коллекционеров, так как марки с разными датами выпуска находятся в одном месте каталога, а не на своих местах по датам.
Первый способ имеет две разновидности.
1.1. Один заголовок. Все марки серии располагаются в каталоге в одном месте и имеют один заголовок. Применяется во многих каталогах, когда серия не очень большая.
1.2. Один раздел каталога. Все марки серии располагаются в каталоге в одном месте и выделены в отдельный раздел-серию. Каждый выпуск имеет свой заголовок. Применяется, например, в японских каталогах Сакура, JSCA и JSDA.
Эти две разновидности могут иногда сочетаться: при использовании второй разновидности некоторые выпуски, входящие в раздел-серию каталога, могут объединяться под одним заголовком.
2. Глобальный. Разные выпуски серии располагаются в каталоге в разных местах и имеют свои заголовки. Это обычный, но не обязательный, способ для серий, имеющих более двух дат выпуска. Некоторые каталоги стараются использовать только этот способ, который может считаться более удобным для коллекционеров, так как марки с разными датами выпуска находятся в каталоге на своих местах по датам.
Второй способ тоже имеет две разновидности.
2.1. Номера в заголовках. В заголовках выпусков напечатаны, тем или иным способом, порядковые номера выпусков в серии. Применяется в некоторых каталогах.
2.2. Внутренние ссылки. В описании выпусков, так или иначе, напечатаны внутренние ссылки на другие выпуски серии. Применяется практически во всех каталогах.
В некоторых каталогах (например, Спивака и Michel) обе эти разновидности сочетаются, что улучшает читабельность каталогов.
Кроме того, и оба способа могут сочетаться: при глобальном способе некоторые выпуски серии могут объединяться под одним заголовком.
3. Списочный. В конце каталога помещается список номеров марок многолетних серий. Используется в некоторых каталогах Соловьева.
Конкретное использование в каталогах описанных способов приведено в разделе Примеры формирования в каталогах серий с разными датами выпуска ниже.

### Терминология серий с разными датами выпуска
Серии марок имеют следующие особенности в плане их формирования в каталогах.
1. Каталожная серия.
Фиксированная серия — серия почтовых марок и блоков, признаваемая большинством каталогов независимо друг от друга. Например, многолетняя серия СССР «Фауна СССР» — фиксированная, она без исключений признаётся всеми каталогами.
Достаточно определённая серия — серия, признаваемая меньшинством каталогов независимо друг от друга, или даже совсем ими не признаваемая независимо друг от друга, но признаваемая двумя или более каталогами совместно или описанная в филателистической статье. Например, многолетняя серия СССР «Государственные заповедники СССР (1966—1967)» — достаточно определённая, она признаётся только советскими и русскими каталогами.
Каталожная серия — серия, полностью определяемая филателистическими каталогами. При этом может быть два разных случая:
1) серия определена одним или несколькими каталогами независимо друг от друга;
2) серия определена только совместными усилиями нескольких каталогов.
Две упомянутые выше серии — каталожные.
Из этих трёх определений следуют два логических вывода:
1) любая фиксированная серия является каталожной;
2) каталожная серия может быть как фиксированной, так и достаточно определённой.
Отсюда вытекает, что:
1) каталожная серия и фиксированная — это не синонимы;
2) достаточно определённая серия и фиксированная — это слабые антонимы, поскольку каталожная серия может быть как достаточно определённой, так и фиксированной.
2. Вычисленная серия.
Вычисленная серия — это серия, которая не определена каталогами полностью или частично, но полностью определена в филателистической статье.
Например:
1) полностью не подтверждённая каталогами, другими словами, полностью вычисленная серия «Деятели культуры народов СССР (1971—1973)», которая полностью определена в филателистической статье;
2) частично не подтверждённая каталогами, другими словами, частично вычисленная и частично каталожная серия «Деятели искусства народов СССР 2 (1971—1978)», которая полностью определена в филателистической статье.
Теперь имеем два логических заключения:
1) каталожная серия может быть подсерией вычисленной серии, то есть отдельной серией в составе более большой серии;
2) фиксированная серия не может быть вычисленной, а вычисленная не может быть фиксированной.
Следовательно:
1) достаточно определённая серия бывает как каталожной, так и вычисленной полностью или частично;
2) фиксированная серия и вычисленная — сильные антонимы.
3. Принцип единственности серии.
Возникает вопрос, может ли марка принадлежать двум сериям сразу? Желательно выполнения следующих двух принципов:
1) принцип существования серии. Серия марок существует. Принцип очевиден, однако нужно быть уверенным, что описывается существующий предмет;
2) принцип единственности серии. Марка может принадлежать только одной серии.
Но некоторые каталоги не считают, что марка может принадлежать только одной серии. Отсюда возникают трудности при распределении марок по сериям, которые описаны в разделе Пересечение серий.

### Примеры формирования в каталогах серий с разными датами выпуска
В каталогах серии марок с разными датами выпуска формируются по-разному даже в пределах одного каталога. Ниже показаны в виде цитат разные способы такой организации текста.
Обобщение конкретных способов формирования серий марок с разными датами выпуска приведено в разделе Способы формирования в каталогах серий с разными датами выпуска этой статьи.

#### Каталог ЦФА
В советских каталогах ЦФА иллюстрировались все марки. Поэтому в следующих цитатах рисунки марок не показаны.
Цитаты взяты из следующего каталога.
- Каталог почтовых марок СССР. 1918—1980. Том 1 (1918—1969) / Ред. М. И. Спивак. М.: Центральне филателистическое агентство «Союзпечать» Министерства связи СССР, 1983. 510 с., ил. (Последний обзорный каталог СССР.)

1. Ссылками в конце последнего выпуска.
Такое описание легко пропустить.

1926. Декабрь.— 1927. Январь. В помощь беспризорным детям.<…>
245. 10 к. — Дети.
<…>
1927. Апрель. В помощь беспризорным детям.<…>
Выпуск отличается от предыдущего отдельными деталями<…>

2. Ссылками в середине текста.
Самый трудноразличимый способ.

1931. Май. Дирижаблестроение в СССР.<…>
369. 15 к. — Дирижабль над Днепростроем.<…>
374. 15 к. — Рис. и цвет м. 369.<…>
2. М. 374, изготовленная способом мет., выпущена в 1932 г. (394).
<…>
1932. Октябрь. Дирижаблестроение в СССР. <…> (см. 369).<…>
394. 15 к.<…>

3. Словами в заголовке выпусков и ссылками в конце описания выпусков.

1933. Октябрь. Памяти деятелей Коммунистической партии. Начало серии.<…>
Продолжение серии см. 461—462.
<…>
1934. Март—май. Памяти деятелей Коммунистической партии. Продолжение серии.<…>
<Отсутствует ссылка.>
<…>
1935. Ноябрь—декабрь. Памяти деятелей Коммунистической партии. Окончание серии.<…>
Начало серии см. 432—434, 461—462.<…>

4. Цифрами в заголовке выпусков и ссылками в конце описания выпусков.

1942. Ноябрь. Герои Советского Союза, павшие в Великой Отечественной войне 1941—1945 гг. 1-й выпуск.<…>
2-й выпуск см. 887—891, 3-й — 923—927.
<…>
1944. Апрель. Герои Советского Союза, павшие в Великой Отечественной войне 1941—1945 гг. 2-й выпуск.<…>
1-й выпуск см. 823—829.
<…>
1944. Июль—сентябрь. Герои Советского Союза, павшие в Великой Отечественной войне 1941—1945 гг. 3-й выпуск.<…>
1-й и 2-й выпуски см. 823—829, 887—891.<…>

5. Сведением в один список.

1942. Ноябрь — 1943. Май. Великая Отечественная войне 1941—1945 гг.<…>
1. М. выпущены в разные сроки: 30/XI 1942 (830—832, 841), 27/XII 1942 (833, 843, 845), 17/I 1943 (834, 838), 27/I 1943 (839), 20/II 1943 (840), 28/III 1943 (836, 837) и 3/V 1943 (835, 842, 844).<…>

6. Ссылками в конце первого выпуска.

1944. Сентябрь. Герои Гражданской войны.<…>
928.<…>
929.<…>
930.<…>
М. 928—930 выпущены также в 1948 г. в других цветах и номиналах (1236—1238). Рис. м. 929 повторен также на м. 1434 (1949 г.)
<…>

#### Каталог Sol
Каталог под редакцией В. Ю. Соловьева (Sol) имеет ту же нумерацию, что и каталог ЦФА. В томе 5 каталога Sol, начиная с выпуска 2015/2016, печатается раздел «Отдельные серии, выпускавшиеся в течение нескольких лет» со сведениями о большинстве многолетних серий коммеморативных марок СССР.
Цитата взята из каталога:
- Sol[31]. Почтовые марки России и СССР. Специализированный каталог. Том 5. СССР 1961—1991. 2015/16 / Под ред. В. Ю. Соловьева. М.: Комтехпринт, 2014. 251 с., ил. ISBN 978-5-903511-38-9.

1. Списком многолетних коммеморативных серий в конце каталога.

Отдельные серии, выпускавшиеся в течение нескольких лет
Фауна / Fauna (1957-70): № 1986-93, 2325-30, 2304 (т. 4), 2535-37, 3674-79, 3794-98, 3915-19.
<…>
Охрана природы в филателии / Nature Conservation (1989-91): № 6144, 6246, 6291.

#### Каталог SC
В каталоге Загорского (SC) проиллюстрированы все марки многолетних серий. Поэтому в следующей цитате они не показаны.
Цитата взята из каталога:
- SC[32]. Каталог почтовых марок. Российская Империя, РСФСР, СССР. 1857—1965 / Ред. В. Загорский. СПб.: Изд-во Загорского, 2016. 315 с., ил. ISBN 978-5-902275-65-7.

1. Только ссылками в конце описания выпусков.

1933. Октябрь. Памяти деятелей Советского государства.<…>
См. также 367, 368, 432 — 434.
<…>
1934. Март-апрель. Памяти деятелей Советского государства.<…>
См. также 338 — 340, 432 — 434.
<…>
1935. 30 ноября — декабрь. Памяти деятелей Советского государства.<…>
См. также 338 — 340, 367, 368.

#### Каталог Scott
В американском каталоге Scott может оказаться показанной только одна марка из многолетней серии, определяющая дизайнерский тип марок серии. Но может оказаться и так, что все марки выпуска имеют разный дизайнерский тип.
Цитаты взяты из каталога:
- Scott[33]. Scott Standard Postage Stamp Catalogue. 2013. 169th edition. Volume 5 N-Sam. Sidney, OH: Scott Publishing Co., August 2012. 49A+1534 p. ISBN 0-89487-473-X. / Каталог Скотт. 2013. Том 5.

1. Сведением в один список.
В следующей цитате изображения марок не приведены, поскольку все пять марок первого выпуска разного типа, и в каталоге они все показаны.

1931-32 Wmk. 170 Photo. Imperf.
C15 AP5<…>
C16 AP6<…>
C25 AP6 15k gray blk ('32)<…>

2. Сведением в один список. Второй блок описан, но номера не имеет.
В следующей цитате присутствует единственное изображение для представленной многолетней серии, все марки которой одного типа. Зато типами марок можно определять многолетние серии.

Arctic Observation Post — A953<…>
1955, Nov. 29. Perf. 12½x12
1765 A953<…>
1766 A953<…>
1767 A953<…>
a. Souvenir sheet of 4 ('56)<…>
In 1962, No. 1767a was overprinted<…>
Sheet value<…>

3. Ссылкой в конце описания первого выпуска и типом марки.
В следующей цитате присутствует единственное изображение для представленной многолетней серии, все марки которой одного типа. Зато типами марок можно определять многолетние серии.

V. V. Vorovsky. A169
3k, V. M. Volodarsky. 5k, M. S. Uritzky.
1933, Oct. Perf. 12x12½
514 A169:<…>
See Nos. 531—532, 580—582.
<…>
Portrait Type of 1933
Designs: 10k, Yakov M. Sverdlov. 15k, Victor Pavlovich Nogin.
1934, Mar. Photo. Wmk. 170
531 A169
<…>
Portrait Type of 1933
Designs: 2k, Mikhail V. Frunze. 4k, N. E. Bauman. 40k, Sergei M. Kirov.
1935, Nov. Wmk. 170 Perf. 11
580 A169:<…>

4. Ссылкой в конце описания выпусков на последний выпуск серии и типом марки.
В следующей цитате отсутствуют изображения марок для представленной многолетней серии, поскольку для двух первых выпусков все марки имеют разный тип и изображены.

<…>1946 Unwmk. Typo. Perf. 12½x12
1032 A566<…>
See Nos. 1650—1654.
<…>
1946, Sept. 5 Engr.
1067 A599<…>
See Nos. 1650—1654.
<…>
Composite Medal Types of 1946<…>
1952-59 Engr. Perf. 12½
1650 A569<…>

5. Ссылкой на заголовок серии.
Самая экзотика. Здесь имена заголовков серий играют существенную роль.

<…>1962, Apr. 21<…>
92nd anniversary of the birth of Lenin.
No. 2582a for 94th anniv. of the birth of Lenin. Issued Nov. 6, 1964.
<…>
Lenin, 94th Birth Anniv. A1454
Engraved and Photogravure
1964-65<…>

#### Каталог Michel
В немецком каталоге Michel проиллюстрированы все марки многолетних серий. Поэтому в следующих цитатах они не показаны.
Цитаты взяты из каталога:
- Michel[34]. Michel Europa-Katalog 2013/2014. Band 7: Osteuropa. Unterschleißheim: Schwaneberger Verlag GmbH, 2013. 98. Auflage. ISBN 978-3-95402-047-8.

1. Цифрами в заголовке выпусков и ссылками в конце описания выпусков.

1933, Okt. Todestage von Aktivisten der Kommunistischen Partei (I).<…>
Weitere Werte: MiNr. 474—475 und 539—541
<…>
1934, Marz/April. Todestage von Ak1ivisten der Kommunistischen Partei (II).<…>
Weitere Werte: MiNr. 450—452, 539—541
<…>
1935, 30. Nov./Dez. Todestage von Aktivisten der Kommunistischen Partei (Ill).<…>
Weitere Werte: MiNr. 450—452 und 474—475

2. Только цифрами в заголовке выпусков.

1942/1943. «GroBer Vaterländischer Krieg 1941—1945» (I): Kampfszenen.
<…>
1942/1943. «GroBer Vaterländischer Krieg 1941—1945» (II): Kampfszenen und Heimatdienste.
<…>
1943, 28. März/3. Mai. «GroBer Vaterländischer Krieg 1941—1945» (III): Kampfszenen.
<…>
1945, April. «GroBer Vaterländischer Krieg 1941—1945» (IV): Kampfszenen.
<…>
1945, 25. Dez. «GroBer Vaterländischer Krieg 1941—1945» (V): Hilfe des Hinterlandes für die Front.:<…>

#### Каталог SG
В английском каталоге SG также может оказаться показанной только одна марка из многолетней серии, определяющая дизайнерский тип марок серии. А может оказаться, что дизайнерский тип не один.
Цитаты взяты из каталога:
- SG[35]. Stanley Gibbons Stamp Catalogue. Part 10. Russia. 7th edition, 2014. London and Ringwood: Stanley Gibbons Publications Ltd., 2014. xxv+808 p. ISBN 0-85259-892-0. ISBN 978-0-85259-892-4. / Стэнли Гиббонс. 2014. Том 5.

1. Одинаковыми названиями выпусков и ссылкой в конце описания первого выпуска.
В этой цитате есть опечатка каталога SG: вместо номера E592 следует читать просто 592, как видно из второй половины цитаты. Ситуация усугубляется тем, что дальше в каталоге SG есть марка СССР с номером E592.

165 From the Tundra (reindeer) to the Steppes (camel)

166 Above Dnieprostroi Dam
1931. Airship Construction Fund. Imperf or perf.
579c 165:<…>
580b 166:<…>
See also No. E592.
<…>
1932. Airship Construction Fund. Imperf or perf.
592 166:<…>

2. Сведением в один список.

186 V. V. Vorovsky
1933. Communist Party Activists. Dated «1933», «1934» or «1935».
629 186<…>
DESIGNS: 2k. M. Frunze; 3k. V. M. Volodarsky; 4k. N. E. Bauman; 5k. M. S. Uritsky; 10k. lacov M. Sverdlov; 15k. Viktor P. Nogin; 40k. S. M. Kirov.

3. Цифрами в заголовке выпусков и ссылкой в конце описания первого выпуска.
А вот здесь непонятно, третий выпуск (3rd issue) — это опечатка или нет? С одной стороны, явного второго выпуска в каталоге нет, а с другой стороны, первый выпуск (1st issue) объединяет два выпуска 1942 и 1944 годов. Одиночный год 1942 — это не опечатка, а обычная практика каталога (см. предыдущую цитату).

275 Lt. Talalikhin ramming Enemy Bomber

289a Five Heroes
1942. Russian Heroes (1st issue).
987 275<…>
See also Nos, 1072/6.
<…>

296 Nuradilov and Machine-gun

297 Polivanova and Kovshova
1944. War Heroes (3rd issue).
1072 296<…>

#### Каталог Yvert
Во французском каталоге Yvert бывает по-разному: могут быть показаны все марки выпуска, а может быть показана только одна марка из выпуска. В первую цитату попал первый случай, и в ней изображения марок не показано, во вторую — второй, в ней изображения марок показаны.
Цитаты взяты из каталога:
- Yvert[36]. Yvert & Tellier Catalogue des Timbres-Poste. Tome IV Europe de l'Est. (2e partie Roumanie à Ukraine). Amiens: Yvert & Tellier, Février 2003. 969 p. ISBN 2-86814-132-3.

1. Сведением в один список.

1931-2. — Propagande en faveur du fonds de construction de dirigeables.<…>

2. Только ссылкой в конце описания первого выпуска.

1933. — 10e et 15e anniv.<…>

497<…>
Voir même au type les nos 521, 522 et 580 à 582.
<…>
1934. — 10e et 15e anniv.<…>

521
<…>
1935. — Anniversaires<…>

Dent. 11.
580<…>

3. Ссылками в конце последнего выпуска.
Такое описание легко пропустить.

1961. — Monuments des célébrités.<…>
Voir également les nos 2191 à 2196 et le no 2393.

## Пересечение серий

### Слабое пересечение серий
Не все каталоги могут поддерживать какую-то конкретную серию:
(1) каталог может разбить выпуски такой серии на несколько подсерий или даже описать номиналы серии как одиночные.
Это нормальное естественное явление, встречающееся достаточно часто. Гораздо реже встречается слабое пересечение серий, когда в рамках ситуации 1):
(2) каталог объединяет марки серии в одну серию с марками другой серии.
Но с формальной точки зрения здесь всё в порядке, просто в одних каталогах или в статьях одна серия, а в других — другая.
1. Справа показана одна марка с изображением скульптурного памятника украинскому народному поэту Т. Г. Шевченко. Эта марка 1961 года выпуска (ЦФА [АО «Марка»] #2551; Sc #2451) принадлежит достаточно определённой многолетней серии «Скульптурные памятники СССР (1959—1961)», но американский каталог «Скотт» (англ. Scott) отнёс её не к этой серии, а к другой достаточно определённой многолетней серии «Украинский народный поэт Т. Г. Шевченко (1961—1964)» на том основании, что к этой серии она тоже подходит по тематике, и, кроме того:
- год её выпуска 1961 совпадает с годом выпуска двух марок (ЦФА [АО «Марка»] #2548; Sc #2450) и (ЦФА [АО «Марка»] #2549; Sc #2451) из второй серии;
- дата её выпуска 13 марта 1961 года не совпадает ни с одной из дат выпуска других марок первой серии.

2. Справа показаны пять марок. Первые две марки (ЦФА [АО «Марка»] #2824—2825; Sc #2705, 2709; SG #2817, 2821; Yt #2636, 2640) 1963 года принадлежит достаточно определённой каталожной многолетней серии «Герои Гражданской войны 2 (1962—1987)», остальные три марки (ЦФА [АО «Марка»] #2826—2828; Sc #2706—2708; SG #2818—2820; Yt #2637—2638) тоже 1963 года — достаточно определённой каталожной многолетней серии «Герои Великой Отечественной войны». Но каталоги:
- американский «Скотт» (англ. Scott);
- английский «Стэнли Гиббонс» (англ. Stanley Gibbons);
- французский «Ивер и Телье» (фр. Yvert et Tellier), —

которые не признают этих серий, объединили эти пять марок в одну 5-марочную серию на том основании, что четыре из пяти выпусков этих номиналов состоялись в один и тот же день 23 февраля 1963 года и на них изображены портреты героев Гражданской войны и Великой Отечественной войны.
3. Справа показаны три марки. Первая марка (ЦФА [АО «Марка»] #3321; Yt #3068) 1966 года принадлежит достаточно определённой вычисленной многолетней серии «Деятели искусства народов СССР 1 (1965—1969)», вторая и третья марки (ЦФА [АО «Марка»] #3324—3325; Yt #3069—3070) тоже 1966 года — достаточно определённой каталожной многолетней серии «Герои Великой Отечественной войны». Но французский каталог «Ивер и Телье» (фр. Yvert et Tellier), не признающий этих серий, объединил эти три марки в одну 3-марочную серию на том основании, что выпуски этих номиналов состоялись в один и тот же 1966 год и на них изображены портреты героев СССР.

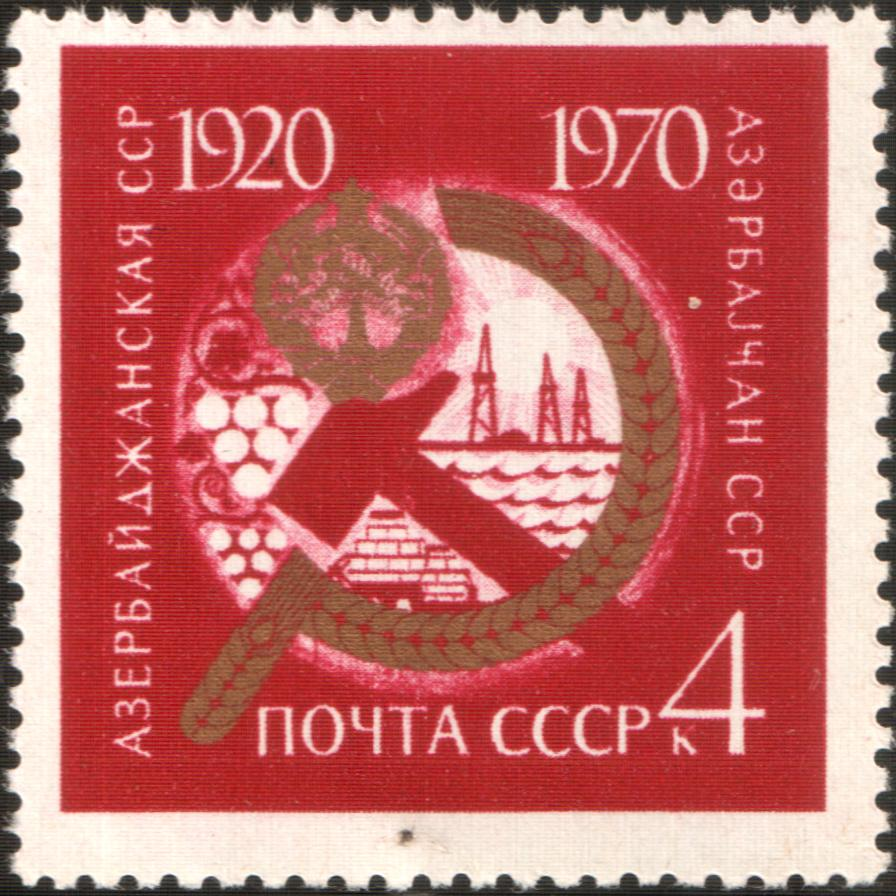
Марка (ЦФА [АО «Марка»] #3865; Yt #3595)
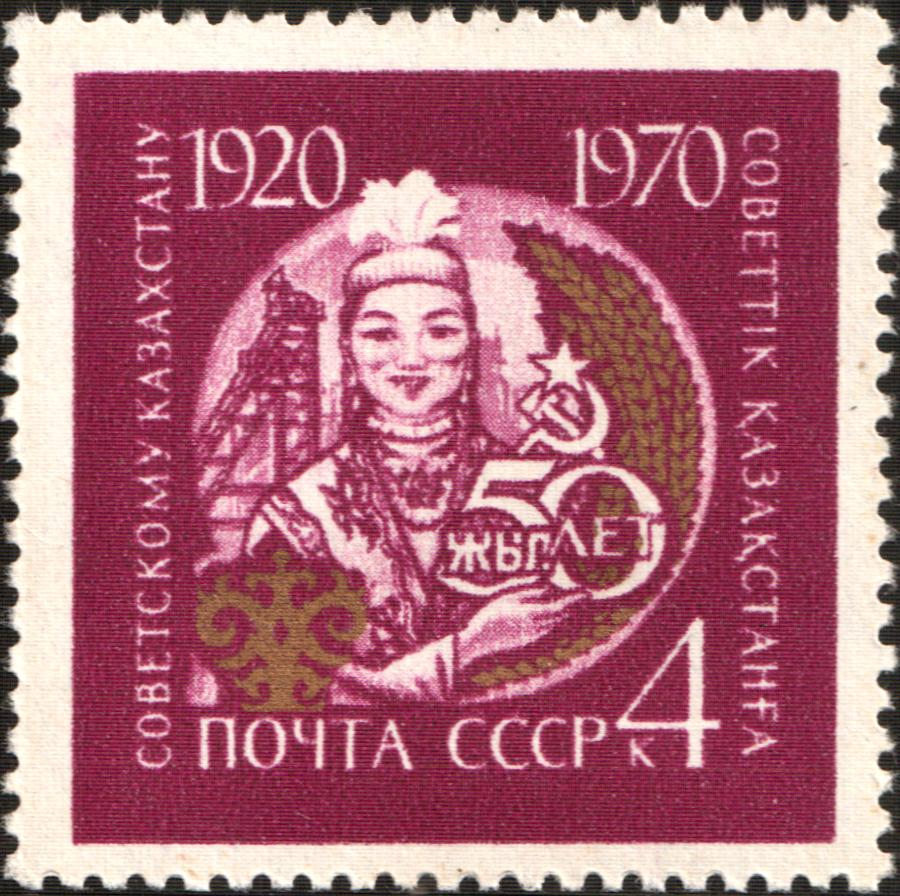
Марка (ЦФА [АО «Марка»] #3866; Yt #3597)
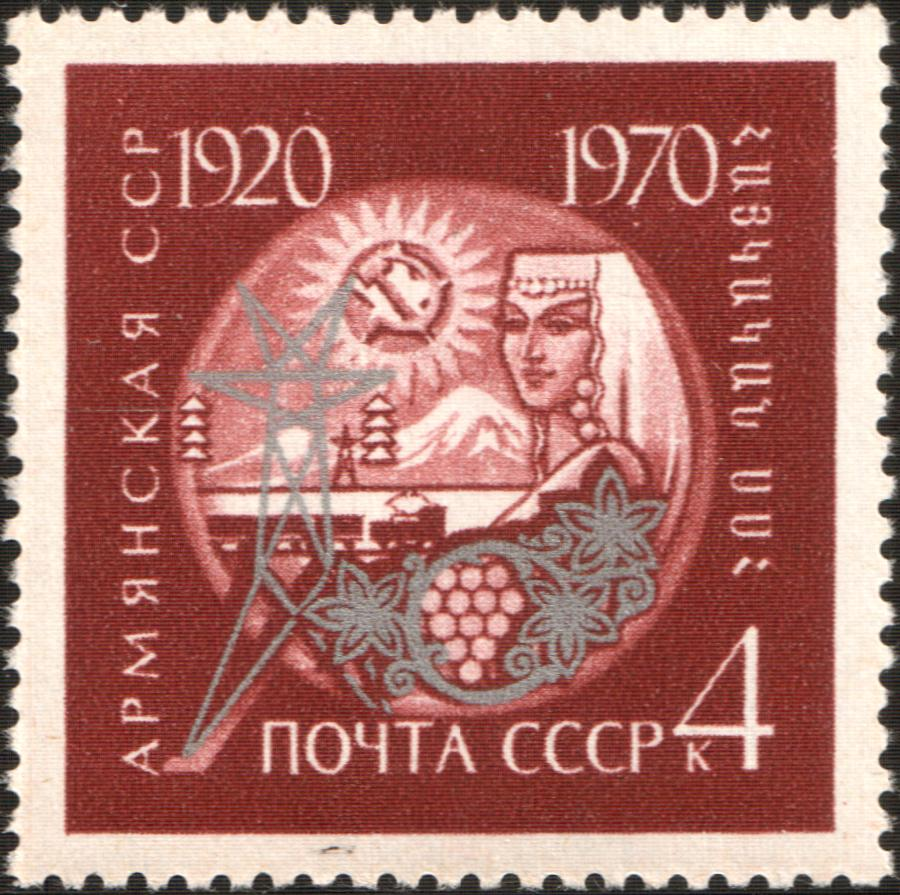
Марка (ЦФА [АО «Марка»] #3867; Yt #3594)
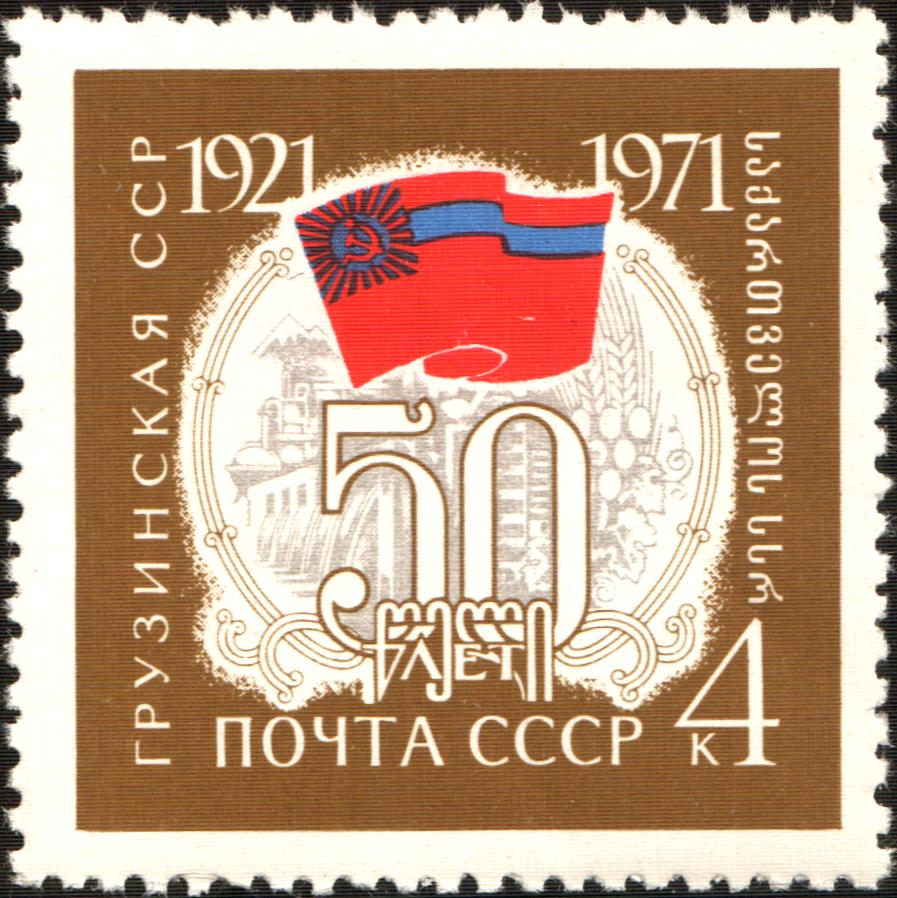
Марка (ЦФА [АО «Марка»] #3868; Yt #3596)

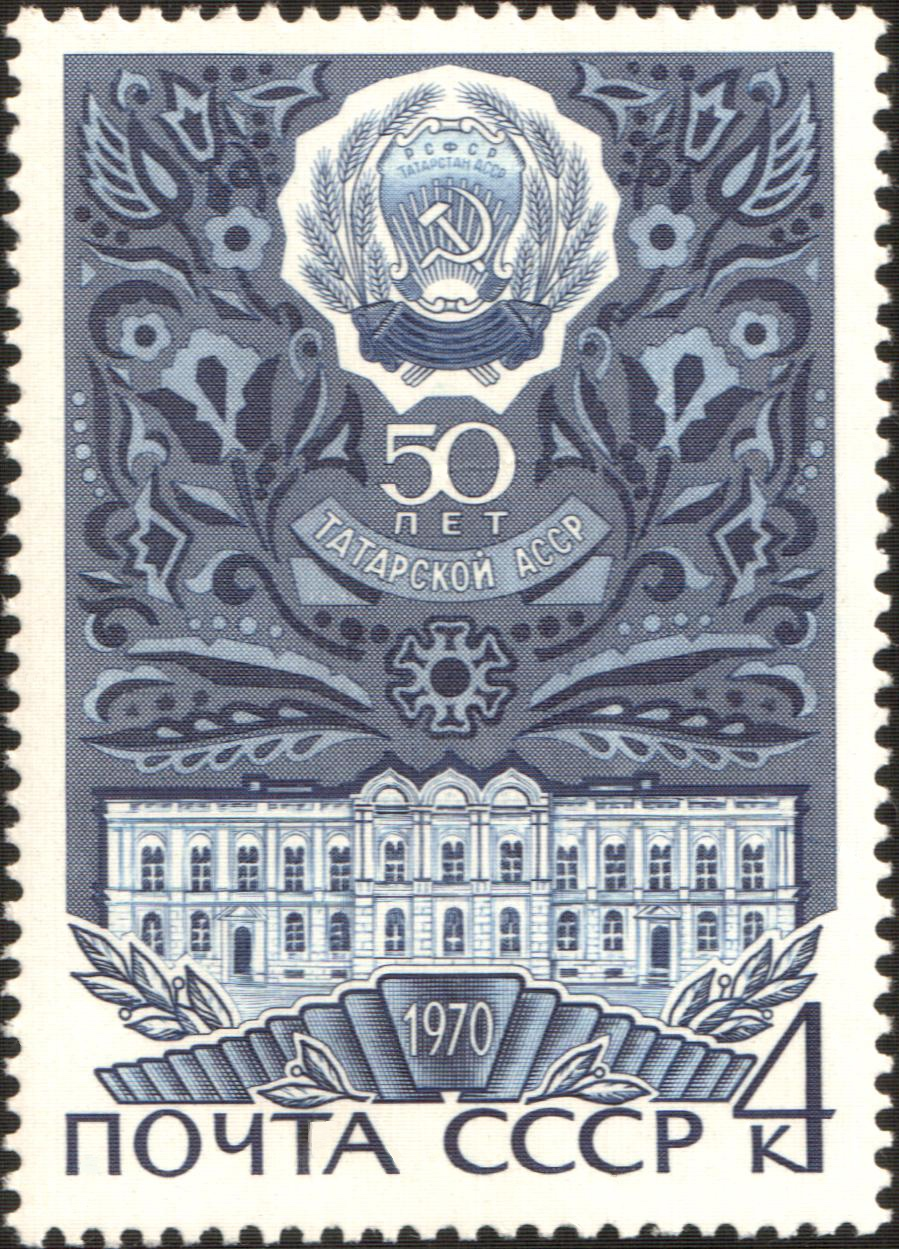
Марка (ЦФА [АО «Марка»] #3899; Yt #3603)
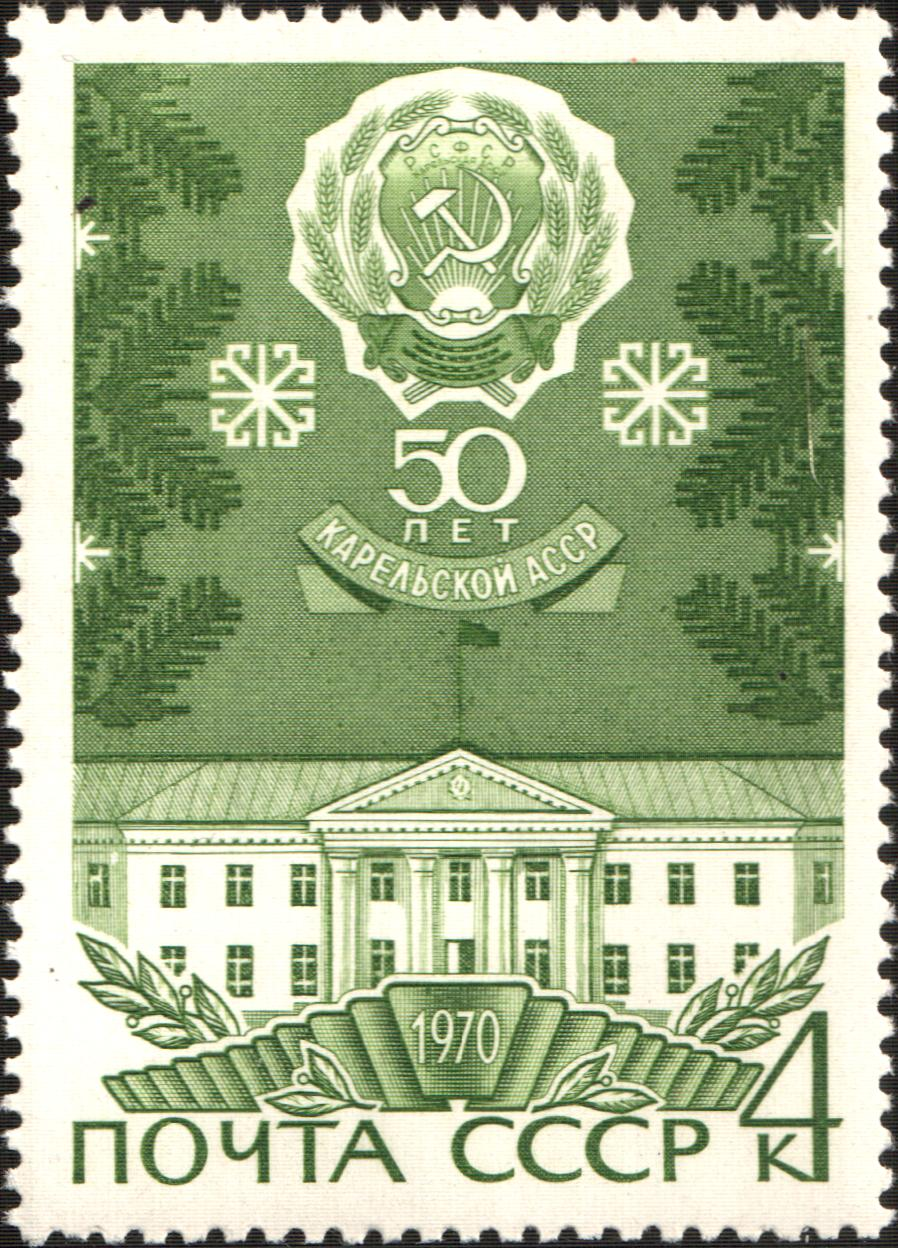
Марка (ЦФА [АО «Марка»] #3900; Yt #3598)
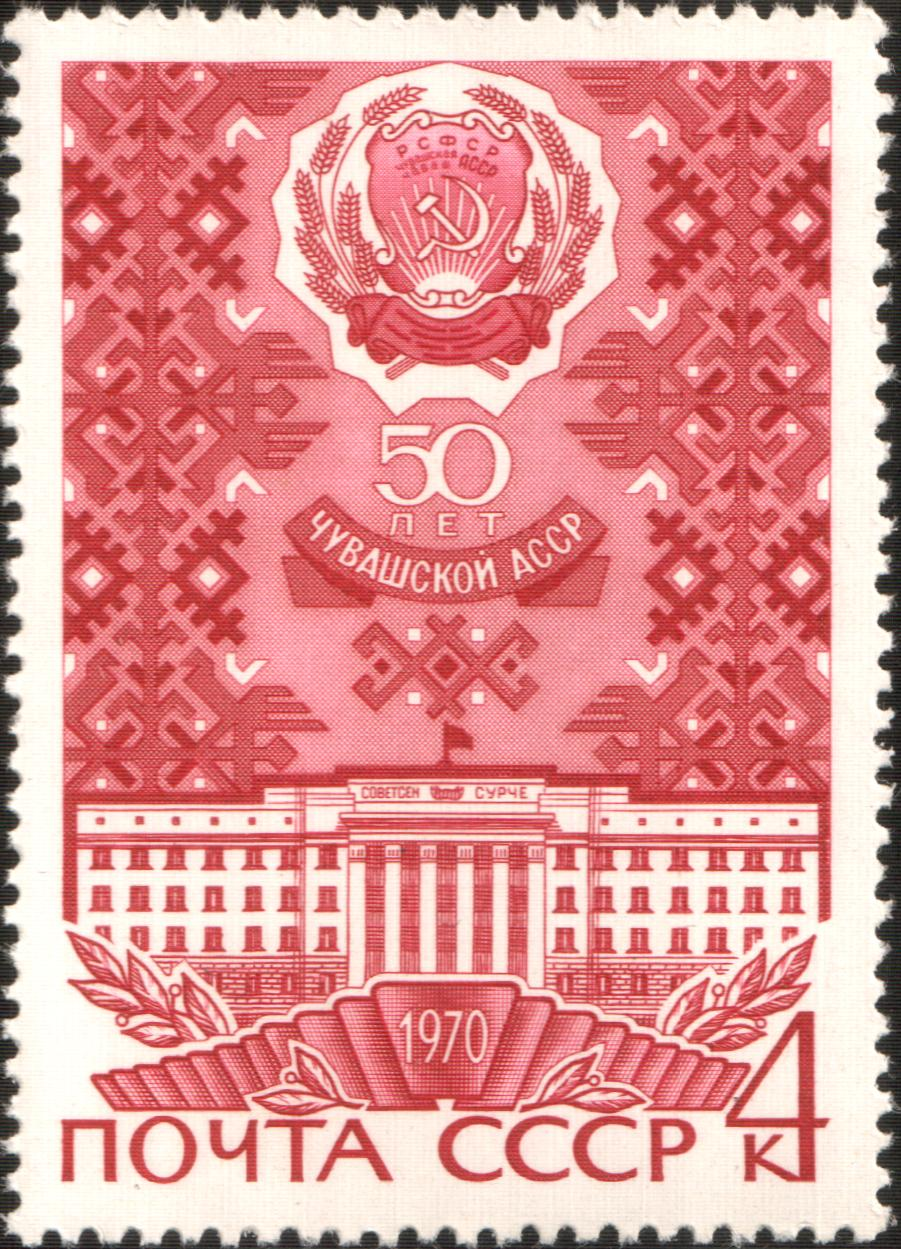
Марка (ЦФА [АО «Марка»] #3901; Yt #3604)
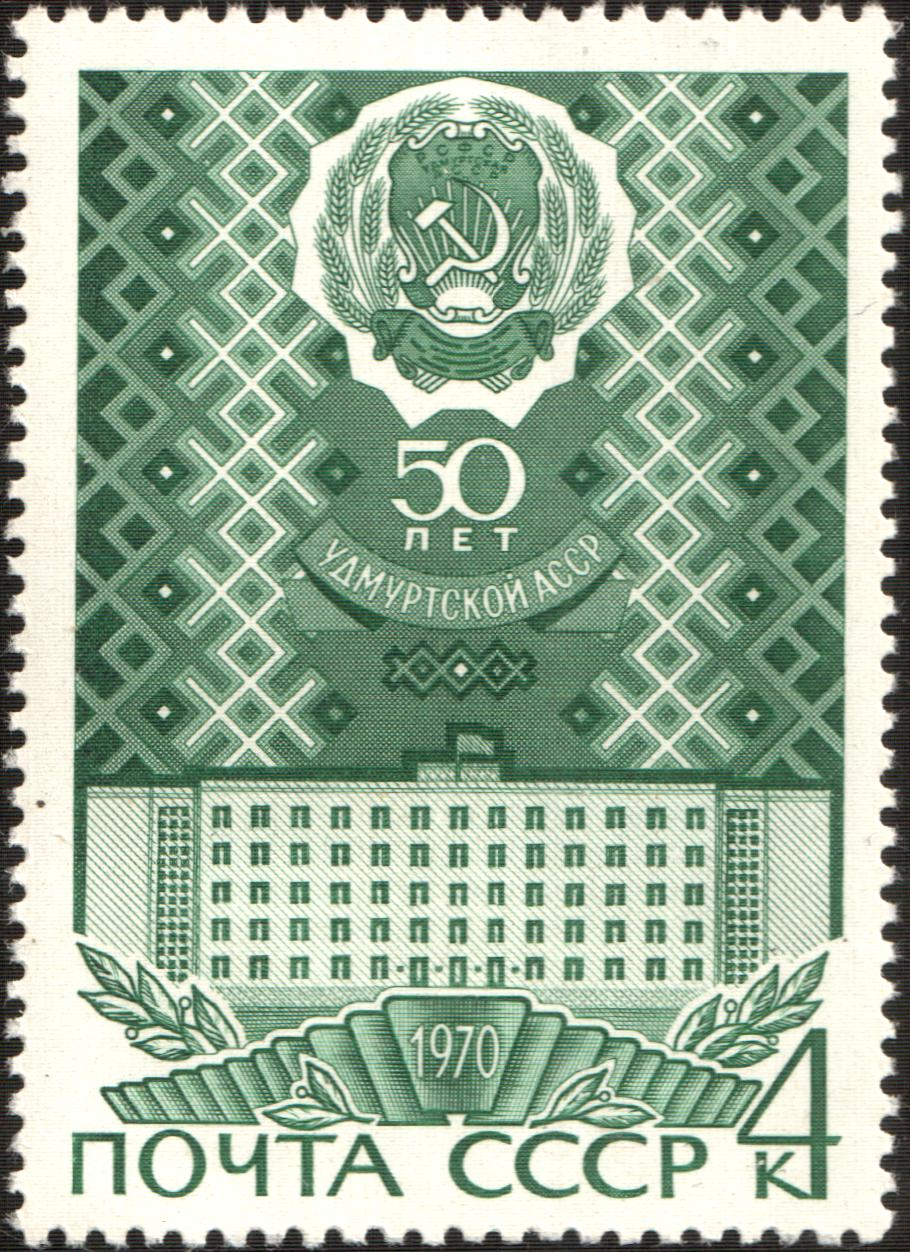
Марка (ЦФА [АО «Марка»] #3902; Yt #3602)
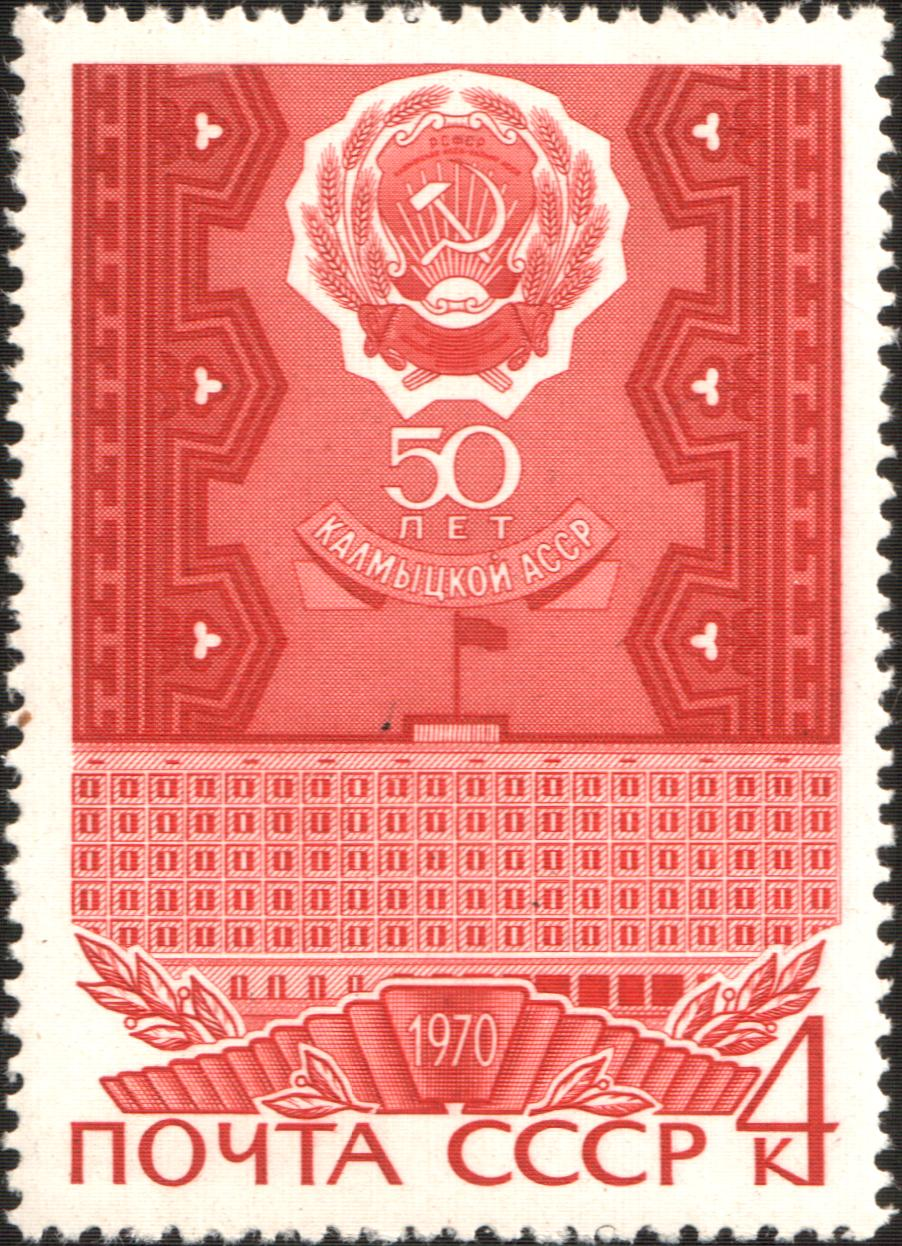
Марка (ЦФА [АО «Марка»] #3903; Yt #3600)

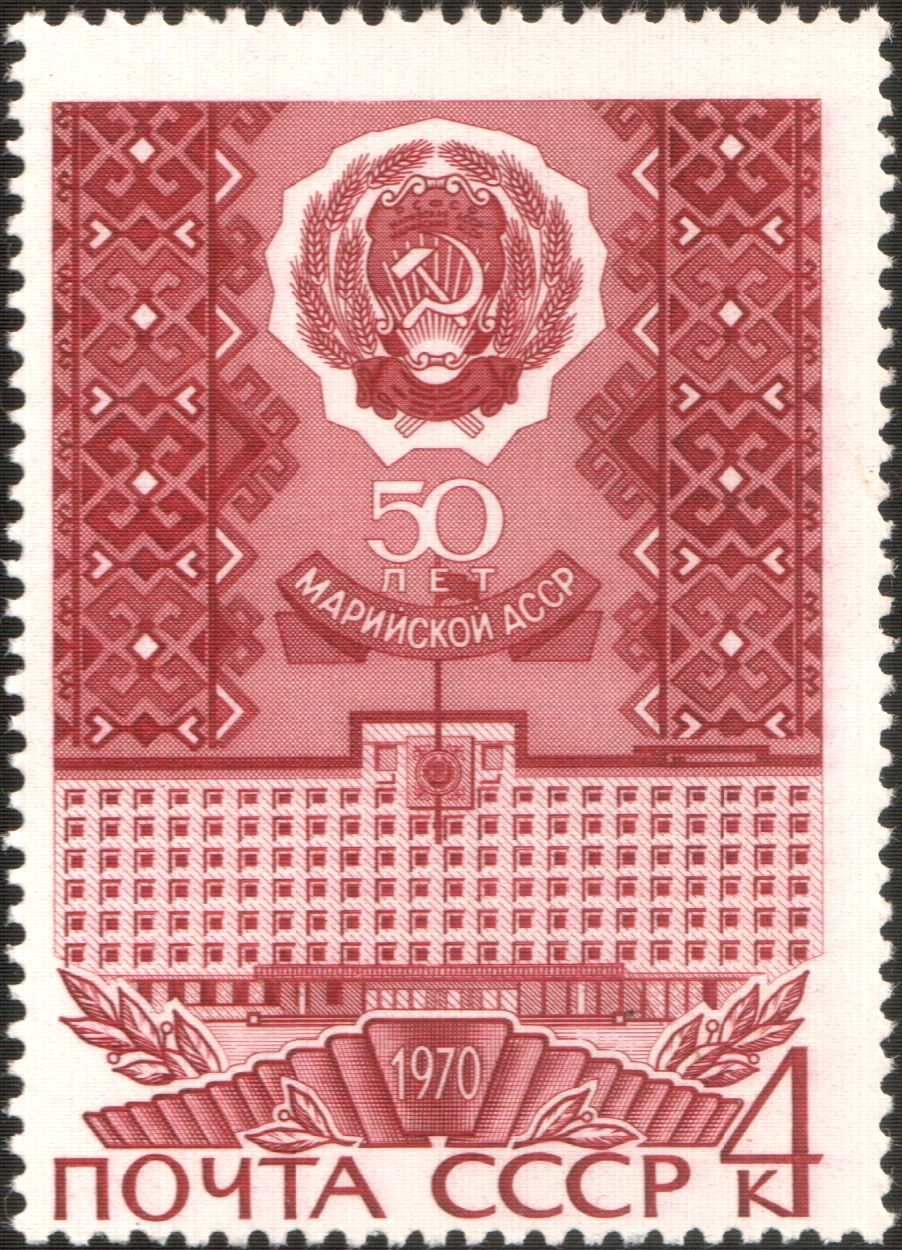
Марка (ЦФА [АО «Марка»] #3904; Yt #3601)
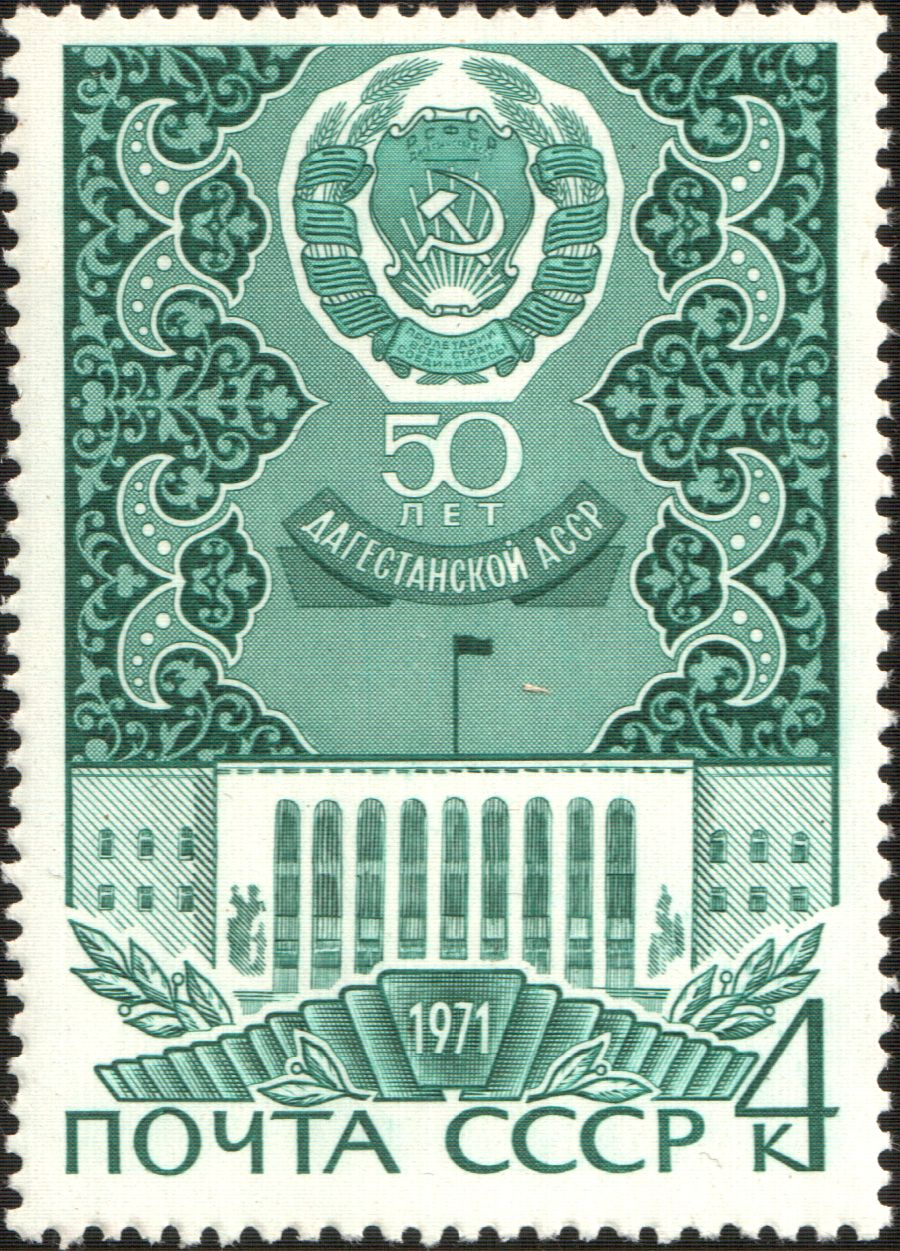
Марка (ЦФА [АО «Марка»] #3969; Yt #3599)
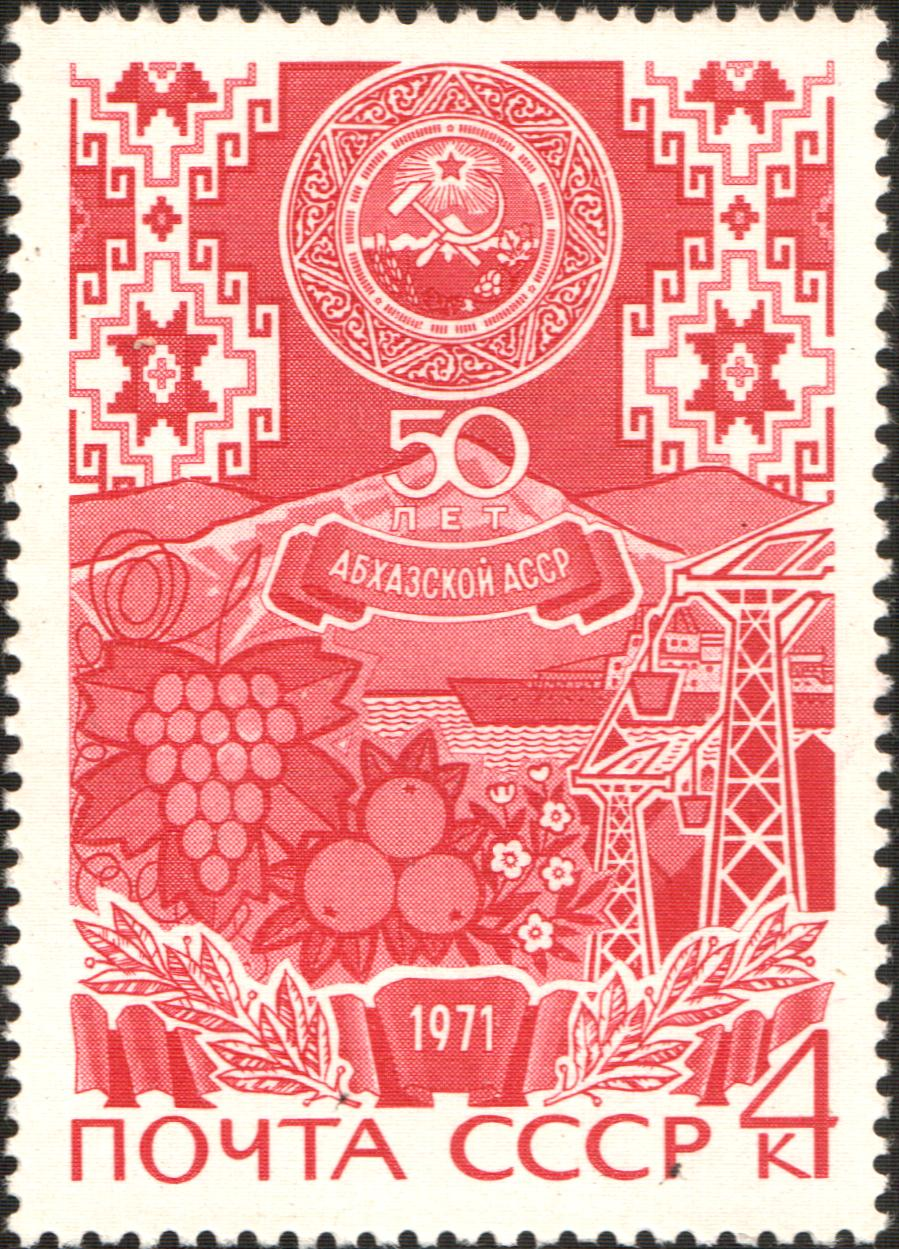
Марка (ЦФА [АО «Марка»] #3970; Yt #3604A)
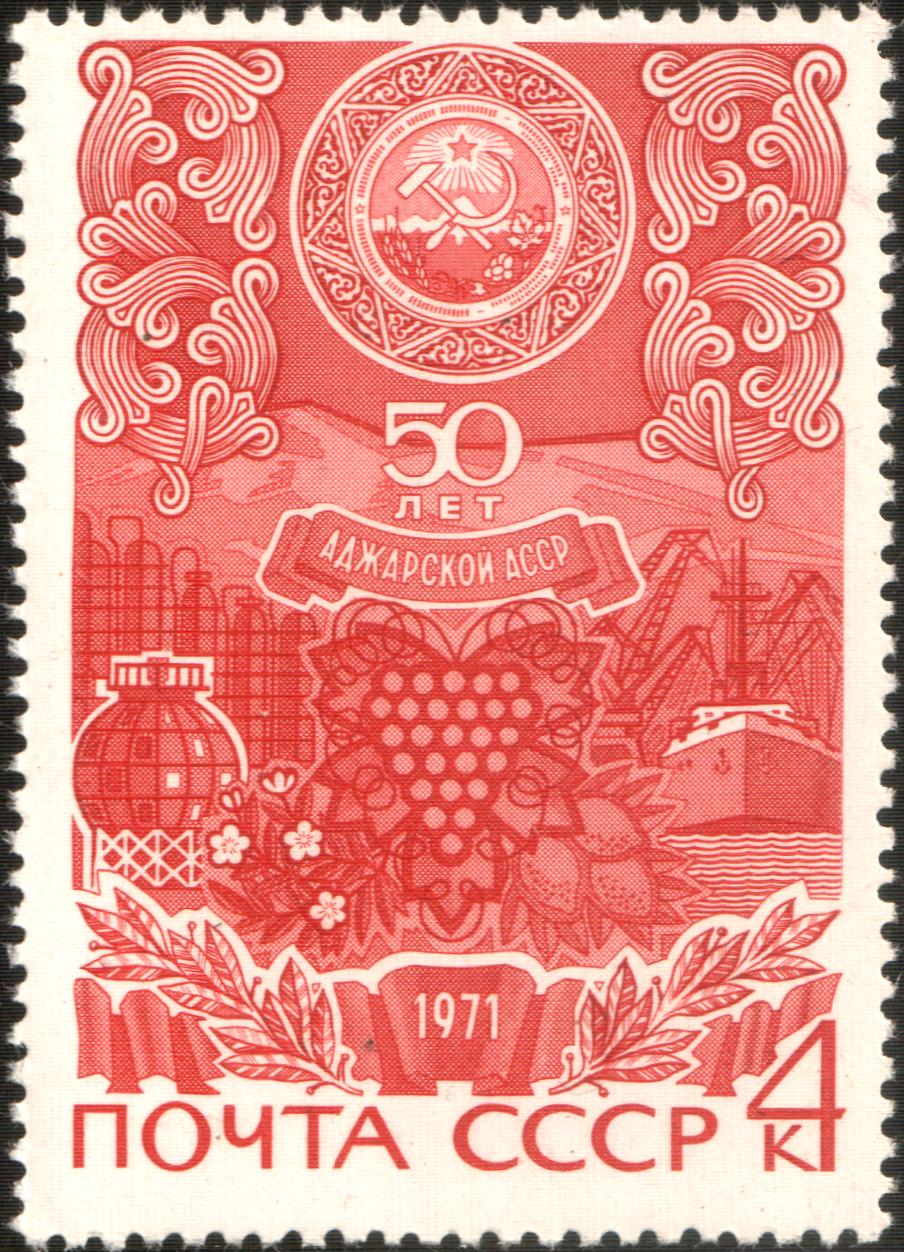
Марка (ЦФА [АО «Марка»] #3971; Yt #3604B)

4. Выше показаны 13 марок. Первые 4 марки (ЦФА [АО «Марка»] #3865—3868; Yt #3594—3597) 1970—1971 годов принадлежит достаточно определённой каталожной многолетней серии «Советские социалистические республики 3», остальные 9 марок (ЦФА [АО «Марка»] #3899—3904, 3899—3904; Yt #3969—3971), тоже 1970—1971 годов, — фиксированной многолетней серии «Автономные советские социалистические республики 1 (1969—1980)». Но французский каталог «Ивер и Телье» (фр. Yvert et Tellier), полностью не признающий этих серий, объединил эти 13 марок в одну 13-марочную серию на том основании, что выпуски этих номиналов состоялись в 1970—1971 годах и они посвящены союзным и автономным ССР.
5. Справа показаны две марки. Первая марка (ЦФА [АО «Марка»] #5889; SG #5816) 1987 года принадлежит достаточно определённой каталожной многолетней серии «Деятели Коммунистической партии и Советского государства 1 (1965—1989)», вторая марка (ЦФА [АО «Марка»] #5890; SG #5817), тоже 1987 года, — достаточно определённой вычисленной многолетней серии «Учёные народов СССР (1964—1988)». Но английский каталог «Стэнли Гиббонс» (англ. Stanley Gibbons), не признающий эти серии, объединил эти две марки в одну 2-марочную серию на том основании, что выпуски этих номиналов состоялись в один и тот же день 25 ноября 1987 года и посвящены 100-летиям со дня рождения.
6. Показанная справа марка (ЦФА [АО «Марка»] #6102; Mi #5983; SG #6029; Yt #5659) 1989 года с портретом Джеймса Фенимора Купера принадлежит вычисленной многолетней серии "Деятели мировой культуры 3 (1974—1989) и каталожной 2-марочной подсерии «Деятели мировой литературы». Но в трёх каталогах:
- немецком каталоге «Михель» (нем. Michel);
- английском каталоге «Стэнли Гиббонс» (англ. Stanley Gibbons);
- французском каталоге «Ивер и Телье» (фр. Yvert et Tellier), —

этот номинал принадлежит не указанной многолетней серии, которую эти три каталога не признают, а однолетней фиксированной серии «Творчество Джеймса Фенимора Купера» 1989 года, то есть марку с портретом писателя эти три каталога объединили в одну серию с марками, иллюстрирующими его произведения и вышедшими в тот же год.
7. Справа показана одна марка с изображением аиста. Эта марка 1991 года выпуска (ЦФА [АО «Марка»] #6290) принадлежит фиксированной многолетней серии «Фонд помощи зоопаркам (1988—1991)», но русский каталог Соловьёва отнёс её не к этой серии, а к другой достаточно определённой многолетней серии «Охрана природы — актуальная тема филателии (1989—1991)» на том основании, что к этой серии она тоже подходит по тематике, и, кроме того:
- дата её выпуска 4 февраля 1991 года почти совпадает с датой выпуска последней марки второй серии;
- обе эти марки относятся к почтово-благотворительным выпускам.

### Сильное пересечение серий
Очень редко имеет место сильное пересечение серий, когда в рамках вышеописанных ситуаций 1) и 2):
(3) каталог определяет марки одновременно в две разные серии.
Если бы номиналы могли принадлежать сразу двум сериям, проблем бы не было.
1. Показанные справа три марки (ЦФА [АО «Марка»] #1236—1238; Sc #1209—1211; SG #1349—1351; Yt #1196—1198) 1948 года принадлежат фиксированной многолетней серии "Герои Гражданской войны 1 (1944—1949). Но в трёх каталогах:
- американском каталоге «Скотт» (англ. Scott);
- английском каталоге «Стэнли Гиббонс» (англ. Stanley Gibbons);
- французском каталоге «Ивер и Телье» (фр. Yvert et Tellier), —

эти три номинала принадлежат не только указанной серии, но также ещё и второй фиксированной однолетней серии «30-летие Советской армии». Другими словами, в соответствии с определениями:
- только каталога «Скотт» (Sc);
- или только каталога «Стэнли Гиббонс» (SG);
- или только каталога «Ивер и Телье» (Yvert), —

эти три марки принадлежат сразу двум сериям. Хотя, возможно, для этих трёх каталогов принадлежность марок сразу двум разным сериям не вызывает вопросов.
Ниже приведены цитаты из каталогов.
- Scott[38]. Scott Standard Postage Stamp Catalogue. 2013. 169th edition. Volume 5 N-Sam. Sidney, OH: Scott Publishing Co., August 2012. 49A+1534 p. ISBN 0-89487-473-X.

N.A. Shchors
A494<…>
Heroes of the 1918 Civil War: No. 943, V.f. Chapayev. No. 944, S.G. Lazo.
1944, Sept.<…>
942 A494 30k<…>
943 A494 30k<…>
944 A494 30k<…>
See Nos. 1209–1211, 1403.
<…>
1948, Feb. 23.<…>
1205 A675 30k<…>
Hero Types of 1944
Designs: No. 1209. N.A. Shchors. No. 1210, V.I. Chapayev. No. 1211, S.G. Lazo.
1948, Feb. 23
1209 A494 60k<…>
1210 A494 60k<…>
1211 A494 60k<…>
Nos. 1205–1211 for Soviet army, 30th anniv.

- SG[39]. Stanley Gibbons Stamp Catalogue. Part 10. Russia. 7th edition, 2014. London and Ringwood: Stanley Gibbons Publications Ltd., 2014. xxv+808 p. ISBN 0-85259-892-0. ISBN 978-0-85259-892-4.

<…>1944 (Sept). Heroes of 1918 Civil War.<…>
1079 30k.<…>
1080 30k.<…>
1081 30k.<…>
See also Nos. 1349/51.
<…>
<…>1948 (23 Feb). 20th Anniv of Soviet Defence Forces and of Civil War.<…>
1345 30k<…>
1349 60k<…>
1350 60k<…>
1351 60k<…>
1345/1351 Set of 7<…>

- Yvert[40]. Yvert & Tellier Catalogue des Timbres-Poste. Tome IV Europe de l'Est. (2e partie Roumanie à Ukraine). Amiens: Yvert & Tellier, Février 2003. 969 p. ISBN 2-86814-132-3.

1944. — Héros de la guerre civile de 1918.<…>
928 30 k.<…>
929 30 k.<…>
930 30 k.<…>
De nouvelles valeurs à ces types ont paru en 1948 (nos 1196 à 1198).
<…>
1948. — 30' anniversaire de l'Armée Rouge.<…>
1192 30 k.<…>
1196 60 k.<…>
1197 60 k.<…>
1198 60 k.<…>

2. Показанная справа марка (ЦФА [АО «Марка»] #2551; Yt #2393) 1961 года, на которой изображён памятник поэту Т. Г. Шевченко, принадлежит достаточно определённой многолетней серии «Скульптурные памятники СССР (1959—1961)». Но во французском каталоге «Ивер и Телье» (фр. Yvert et Tellier) этот номинал принадлежит не только указанной серии, но также ещё и второй достаточно определённой многолетней серии «Украинский народный поэт Т. Г. Шевченко (1961—1964)». Другими словами, каталог «Ивер и Телье» относит эту марку сразу к двум разным сериям.
Ниже приведена цитата из каталога.
- Yvert[41]. Yvert & Tellier Catalogue des Timbres-Poste. Tome IV Europe de l'Est. (2e partie Roumanie à Ukraine). Amiens: Yvert & Tellier, Février 2003. 969 p. ISBN 2-86814-132-3.

1959. — Monuments de Russes célèbres.<…>
2191 10 k.<…>
2196 1 r.<…>
Voir également les nos 2393, 2454 et 2455 émis en l961.
<…>
1961. — Centenaire de la mort du poète ukrainien Taras G. Chevtchenko.<…>
2392 3 k.<…>
2393 4 k.<…>
2394 6 k.
<…>
1961. — Monuments des célébrités.<…>
2454 2 k.<…>
2455 4 k.<…>
Voir également les nos 2191 à 2196 et le no 2393.

## История и значение серий почтовых марок

### Первые выпуски серий марок
Самые первые стандартные почтовые марки в мире были выпущены не поодиночке, а сериями, потому что почта сразу нуждалась в знаках почтовой оплаты различных номиналов для реализации тарифной политики. Ниже показаны стандартные почтовые марки трёх самых первых серий, которые имеют всего по два-три номинала.

Стандартные марки Великобритании 1840—1841 годов
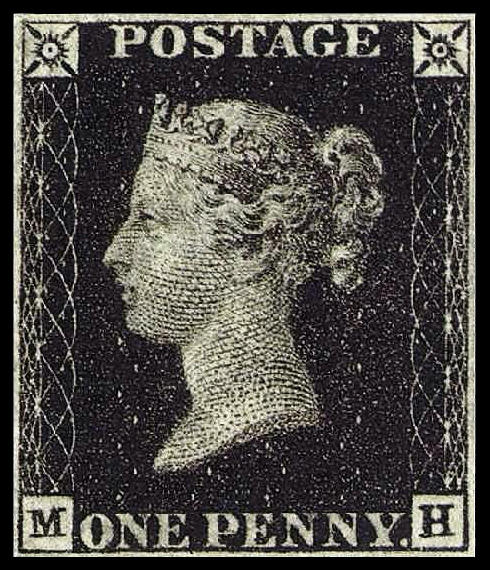
Чёрный пенни. Великобритания (1840)
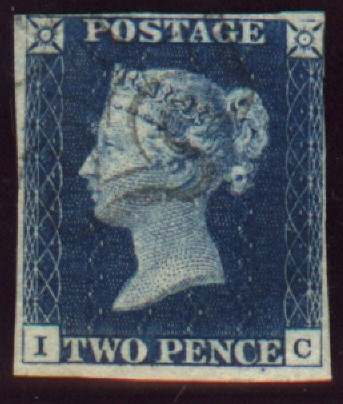
Синий двухпенсовик. Великобритания (1840)
Красный пенни. Великобритания (1841)
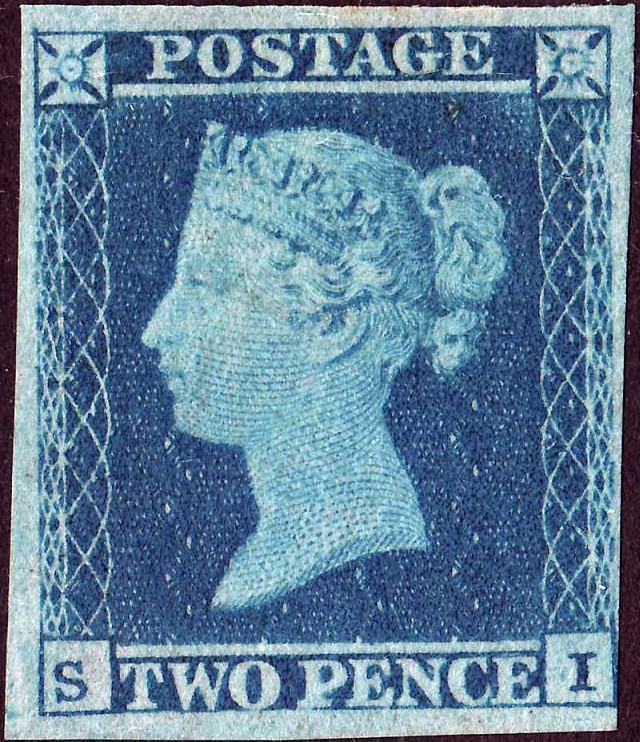
Синий двухпенсовик. Великобритания (1841)

Местные марки Швейцарии 1843 года
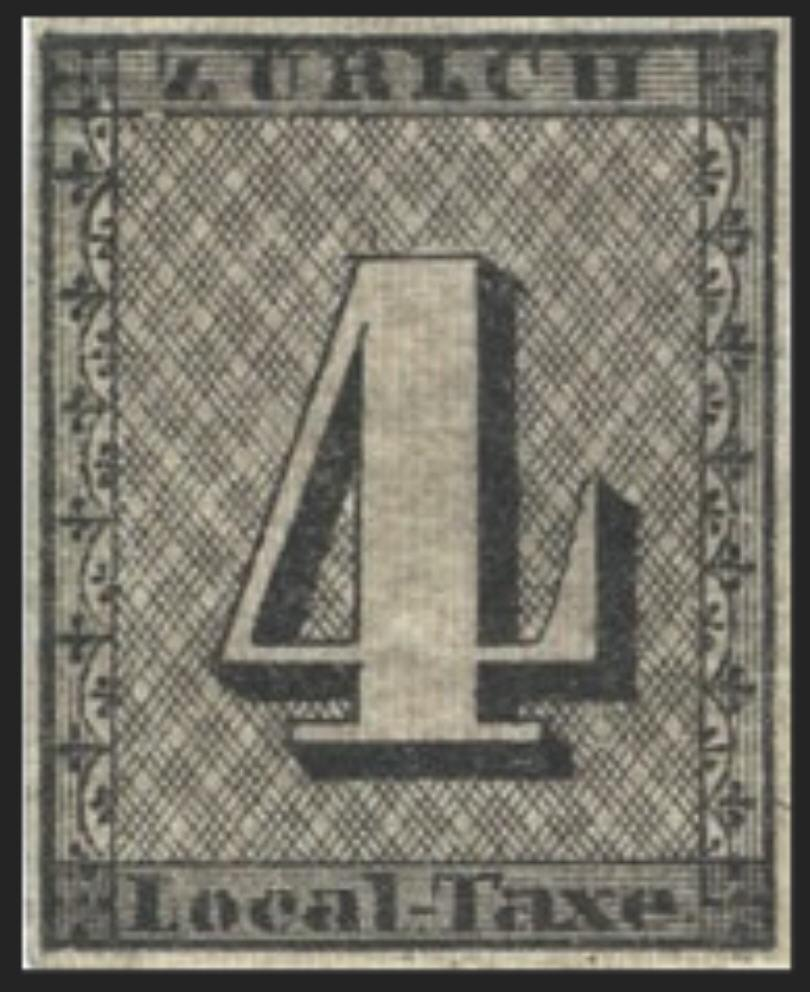
Цюрихская четвёрка. Швейцария (1843)
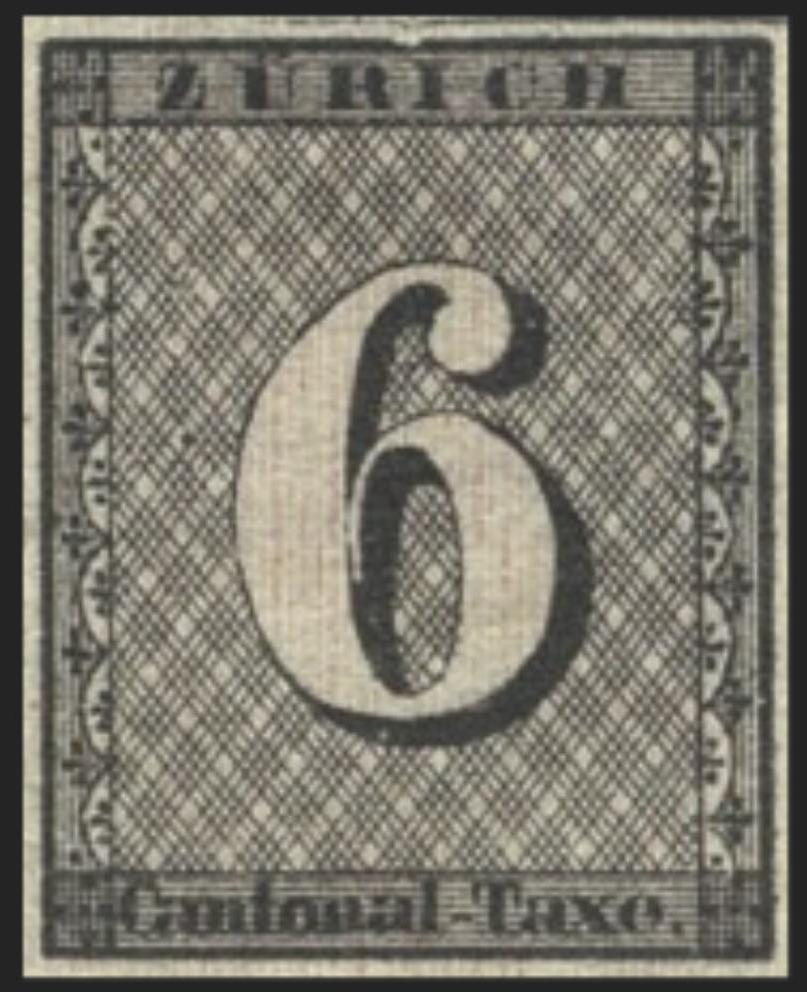
Цюрихская шестёрка. Швейцария (1843)

Стандартные марки Бразилии 1843 года
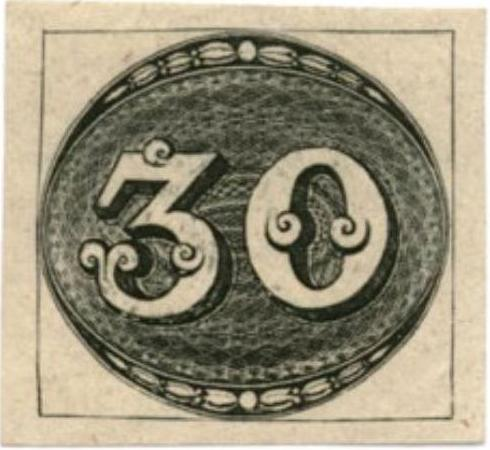
Бычий глаз. Бразилия (1843)
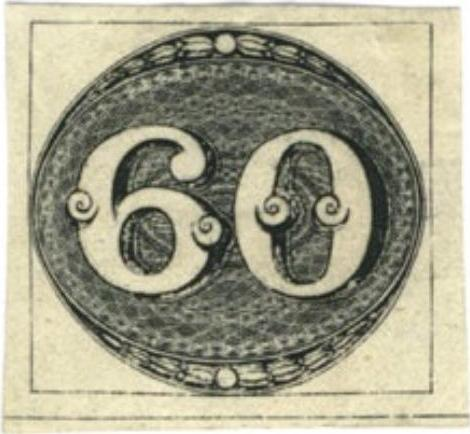
Бычий глаз. Бразилия (1843)
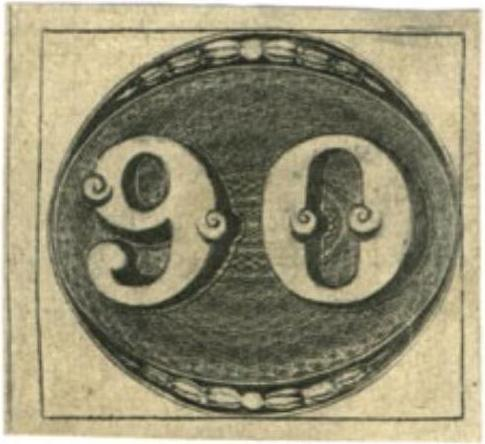
Бычий глаз. Бразилия (1843)

Первые серии марок выпускались, как правило, одинакового рисунка, и различить их можно было только по цвету и по номиналу. И лишь с появлением коммеморативных марок в серии начали объединять марки различных рисунков, но посвящённые одному и тому же событию. Такие серии разносюжетных марок стали пользоваться повышенным спросом у коллекционеров, что не осталось незамеченным почтовыми ведомствами, которые стали с тех пор регулярно выпускать серии почтовых марок с различными рисунками.

Первая стандартная серия с разными рисунками. США 1847 год
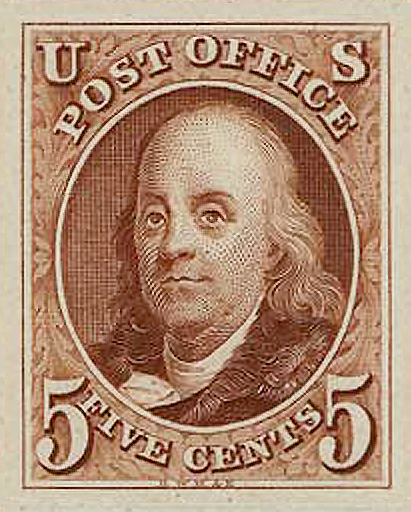
Бенджамин Франклин. США (1847)
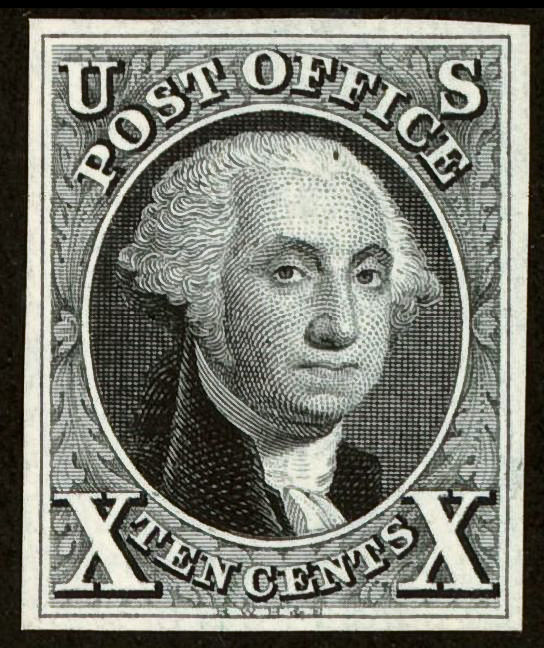
Джордж Вашингтон. США (1847)

### Возникновение омнибусных серий
Идея омнибусной серии возникла при изготовлении печатных пластин, которые предпочитали при печати марок многие колониальные державы в конце XIX века, но впервые была применена к выпускам португальских памятных марок 1 апреля 1898 года. Первые омнибусные марки, выпущенные португалией в честь Васко да Гамы, были сначала напечатаны для использования в Португалии, затем в африканских владениях, затем в Португальской Индии.
Омнибусная колониальная серия «400-летие открытия морского пути в Индию», вышедшая 1 апреля 1898 года, кроме собственно португальской серии из 8 марок с надписью Portugal включает ещё 5 локальных серий, в точности повторяющих основную серию за исключением одной надписи, заменяющей Portugal, и номинала:
- Acores — автономный регион Португалии Асориш (Азорские острова);
- Madeira — автономный регион Португалии Мадейра (архипелаг Мадейра);
- Africa — африканские колониальные владения Португалии (Португальская Африка): Португальская Западная Африка (сейчас Ангола), Португальская Гвинея (сейчас Гвинея-Бисау), Острова Зелёного Мыса (сейчас Кабо-Верде), Португальское Конго (сейчас Кабинда), Португальская Восточная Африка (сейчас Мозамбик), Сан-Томе и Принсипи[45];
- India — португальские колониальные владения Португальская Индия;
- Timor — Португальский Тимор (сейчас Восточный Тимор).

Первая омнибусная колониальная серия «400-летие открытия морского пути в Индию» (1898.4.1). Марки «Архангел Гавриил и корабль»
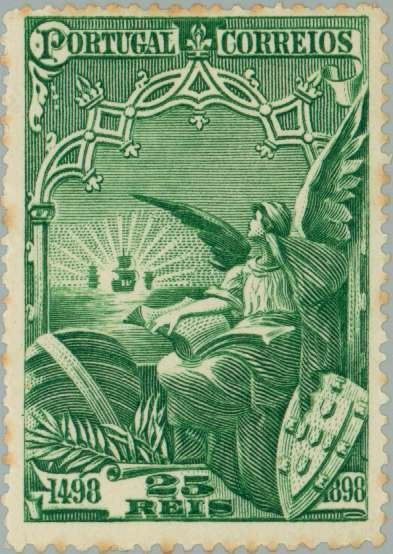
Португалия 25 реалов
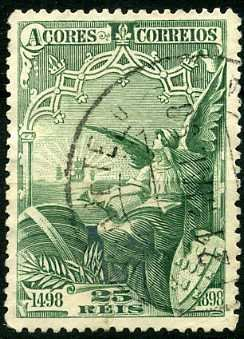
Асориш 25 реалов
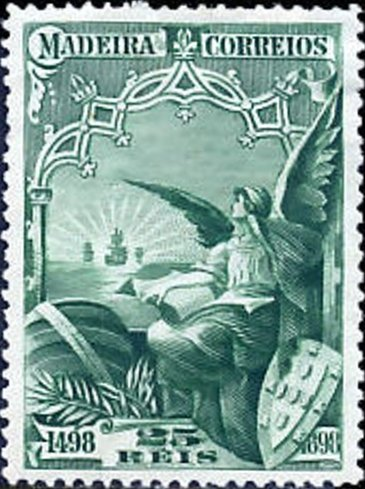
Мадейра 25 реалов
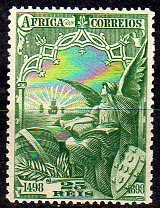
Португальская Африка 25 реалов
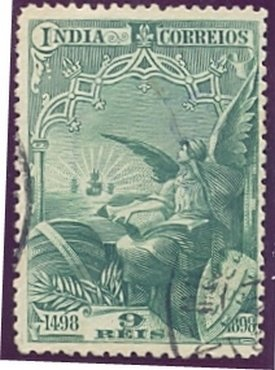
Португальская Индия 9 реалов
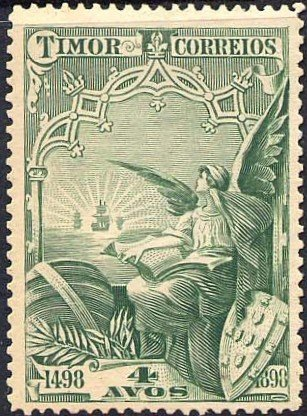
Португальский Тимор 4 аво

### Коллекционирование серий почтовых марок
Смешанная серия — это полная серия марок, в состав которой собравшим её коллекционером или филателистическим дилером включены как чистые (негашёные), так и гашёные марки. Такое смешение почтовых марок в коллекции в большинстве случаев нежелательно.
Бывают случаи, когда некоторые марки серии очень редко встречаются как гашёные или как негашёные или вообще не встречаются в одном из этих состояний. В этих случаях смешанные серии допустимы. Например:
- почти все гашёные марки бывших германских колоний номиналом 5 марок с водяным знаком очень редки;
- негашёные универсальные марки Италии 1889 года выпуска номиналом 45 чентезимо очень редки.

Иллюстрации к редким маркам
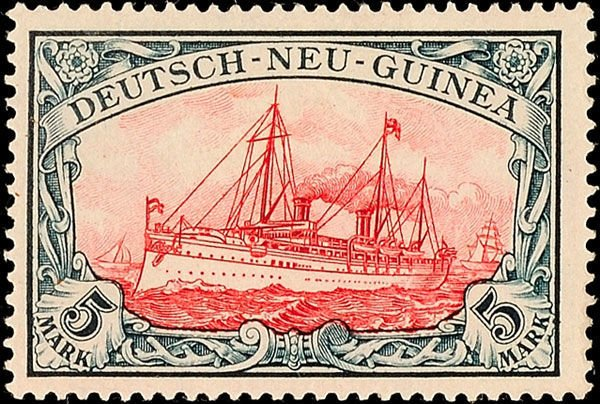
Чистая марка Германской Новой Гвинеи 1901 года номиналом 5 марок
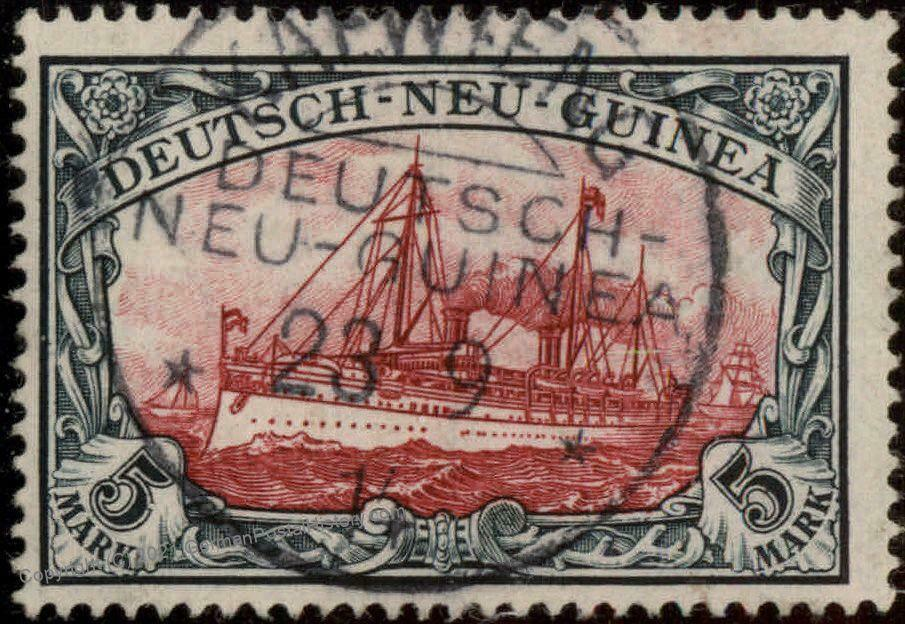
Гашёная марка Германской Новой Гвинеи 1901 года номиналом 5 марок
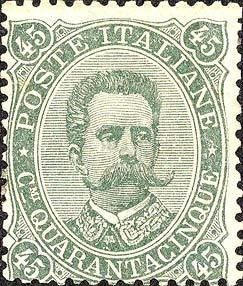
Чистая универсальная марка Италии 1889 года номиналом 45 чентезимо
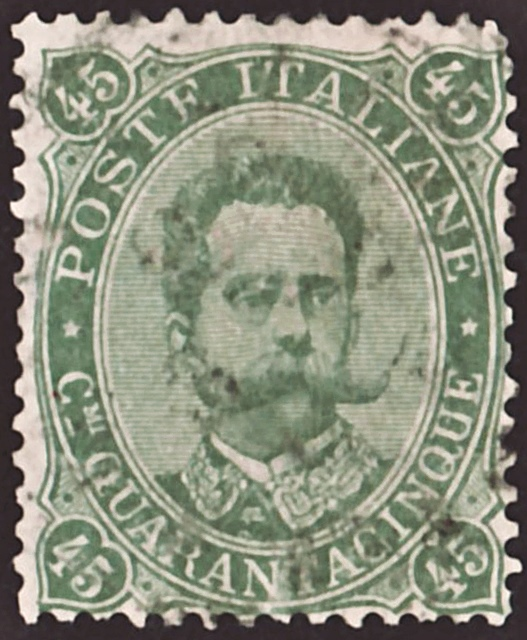
Гашёная универсальная марка Италии 1889 года номиналом 45 чентезимо